# Kirchseeoner Perchtenlauf

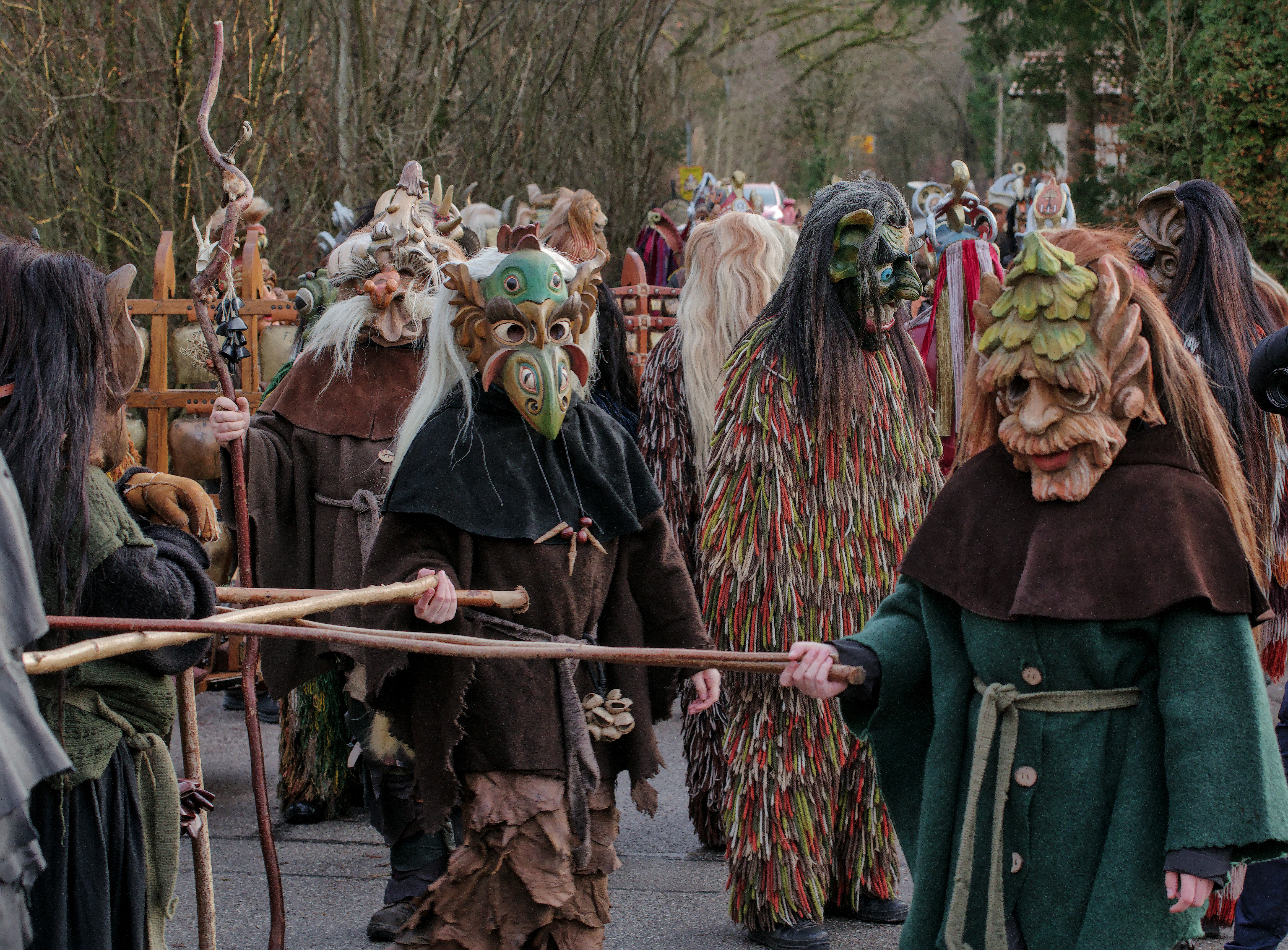
Tanz der Holzmandl beim Kirchseeoner Perchtenlauf

Der Kirchseeoner Perchtenlauf – oder auch Perschtenlauf (Aussprache: Beaschtn) – ist ein winterlicher Umzugsbrauch, bei dem eine Gruppe aus unterschiedlich maskierten Gestalten durch die Gemeinde Kirchseeon zieht. Zum Umzug gehören Tänze, Gesänge und Sprüche. Das Brauchtum basiert teilweise auf alten Formen, teilweise ist es neu erfunden. Während in anderen Regionen bei Perchten-Veranstaltungen das erschreckende Element oder körperliche Bestrafung im Vordergrund stehen (zum Beispiel bei den „Krampussen“), repräsentieren die Kirchseeoner Perchten Glücksbringer, das Einläuten des neuen Jahres und der neuen Vegetationsperiode. „Vor den Perchten soll man Ehrfurcht haben, aber keine Angst.“ (Ernst Weeber: Süddeutsche Zeitung)
Der Kirchseeoner Perchtenlauf wird seit 1954 durchgeführt und wurde 2022 ins Immaterielle Kulturerbe Bayerns aufgenommen. 2024 folgte die Aufnahme in das Bundesweite Verzeichnis des immateriellen Kulturerbes.

## Entstehung

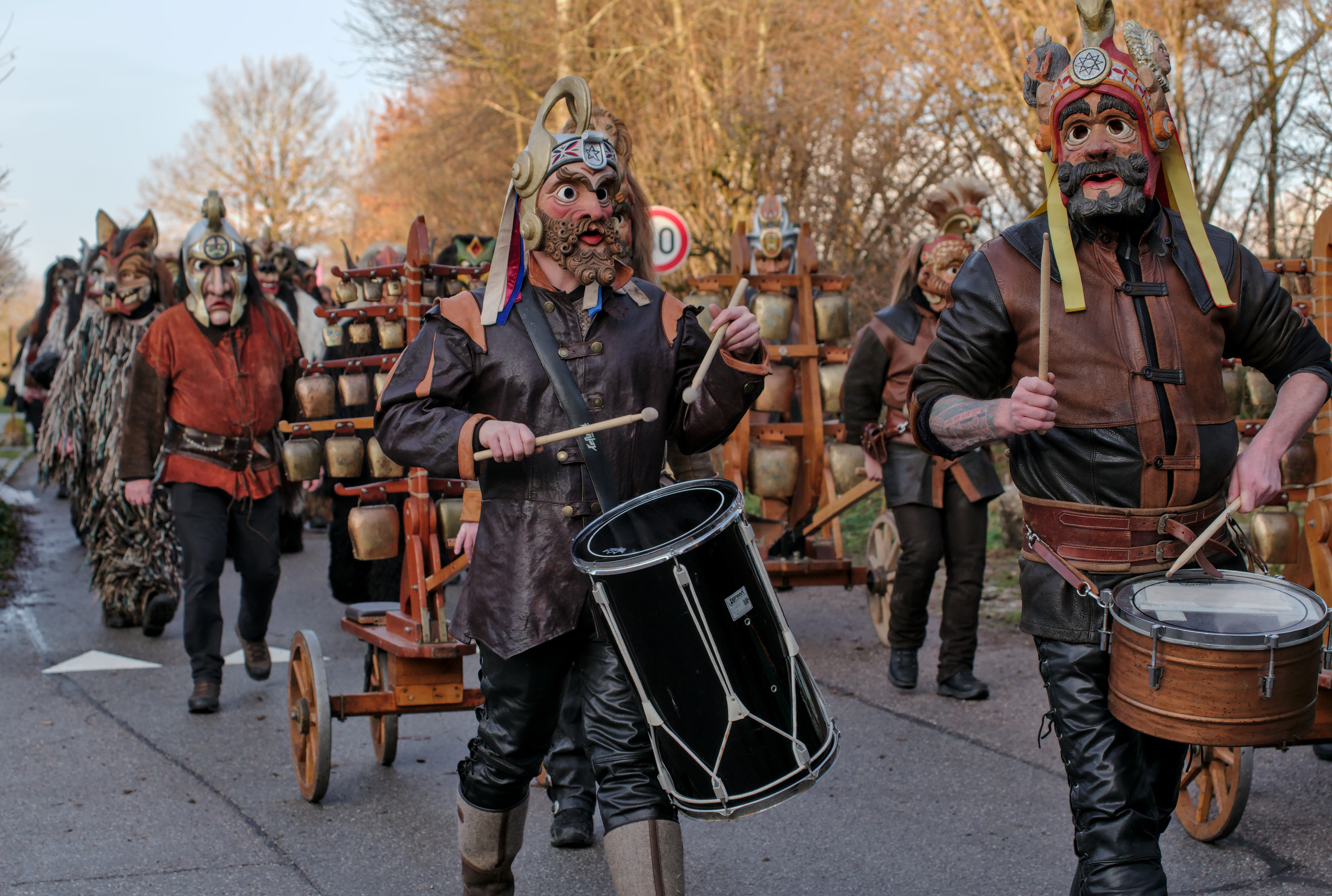
Eine Musikergruppe von Schönperchten führt den Zug

Gesichert ist, dass zwei zentrale Personen, die zur Schöpfung des Kirchseeoner Perchtenlaufs beitrugen, Hans Reupold, Kirchseeoner Maschinenschlosser, Bildhauer, Heimatkundler und Vorstand des dortigen Trachtenvereins und der Heimatpfleger Heinrich Kastner waren. Auf Initiative von Reupold, entstand der Kirchseeoner Perchtenlauf neu. Zunächst hatte Reupold gegen das Misstrauen der Bevölkerung gegenüber dem Perchtenwesen zu kämpfen, das durch Belästigungen in vergleichbaren Bräuchen entstanden war.
In den Wäldern der Marktgemeinde Kirchseeon herrschte 1889 eine Nonnenraupenplage (Ein Nonnenschmetterling ziert daher das Wappen von Kirchseeon). Dadurch fielen große Mengen Holz zur Verarbeitung an, was Gastarbeiter anzog. Entweder wurde das Brauchtum des Perchtenlaufs durch die Gastarbeiter aus Südtirol, dem Bayerischen Wald und dem Schwarzwald bereits mitgebracht, kam jedoch durch den Ersten Weltkrieg zum Erliegen. Oder das kulturelles Wissen über Perchtenbräuche gelangte durch Interviews mit Einheimischen und ehemaligen Gastarbeitern, die Reupold und Kastner gemeinsam durchführten, in die Region. Sie befragten hochbetagte Gemeindemitglieder zu Bräuchen, Tanzschritten und Sprüchen, um Informationen für eine Neuauflage des Perchtenlaufs zu erhalten. Aus verschiedenen Quellen (re-)konstruierten sie Auftrittstage, Maskengestaltung und musikalische Begleitung.
Aus den fragmentarischen Überlieferungen ergaben sich folgende Eckpunkte der Veranstaltung:
- der Zeitraum war bei Dunkelheit in der Adventszeit.
- junge Männer trugen Holzmasken mit Teufels-, Hexen- und Bockgestalten
- begleitet von Fackeln und Peitschenknallen ging der Zug durchs Dorf
- vor den Häusern wurde gesungen, begleitet von Holztrommeln und Flöten
- das Perchtenlied wurde von einem Schreit- und Stampftanz begleitet[9]

Der Perchtenlauf ist ein Heischebrauch, was bedeutet, dass die Einwohner den Läufern als Dank kleine Gaben übergeben, „um die Perchta milde zu stimmen.“ Zu den Gaben zählen zum Beispiel traditionelle Schmalznudeln, weiteres Gebäck oder Münzen.
Für den Umzug in ein neues Vereinsheim, sammelte der Trachtenverein 1954 Spenden. Unter Zuhilfenahme des Heischebrauchs sollte dafür bei einer Adventsveranstaltung ein Klaubauftanz aufgeführt werden. Der Heimatpfleger motivierte den Vorstand des Trachtenvereins, neue Masken zu schnitzen. Der Brauch sollte nach der Vorlage eines alten Sonnenkults wiederbelebt werden. Ursprünglich sollte die Veranstaltung im örtlichen Schützenhaus stattfinden. Doch der Saal war zu dem Termin belegt, so dass auf Rat der Wirtin hin, das Geschehen nach draußen verlegt wurde. Der erste Lauf fand im Dezember 1954 statt. In einer anderen Quelle heißt es, dass es bereits damals das Ziel gewesen sei, den Fremdenverkehr zu beleben.

## Kulturerbe
Der Vorstand des Kirchseeoner Perschtenbundes Soj sei „fast zufällig“ auf die Idee gebracht worden, sich für die Aufnahme ins Immateriellen Kulturerbe Bayerns zu bewerben. Im Frühjahr 2021 wurde ein Team zusammengestellt, das den Antrag ausarbeitet. Der 15-seitige Antrag umfasste u. a. die Darstellung der Perchten, Geschichte und Reflexion der Geschichte, heutige Praxis, Weitergabe, Wandel, Risikofaktoren für die Erhaltung, Wirkung, Gemeinschaftssinn, Nachhaltigkeit und Europabezug. Besonders betont wurde der handwerklichen Aspekt der Maskenschnitzerei. Ebenso kam dem Bezug zur lokalen Bevölkerung besonderer Wichtigkeit zu. Nach rund neun Monaten wurde der Antrag im November 2021 eingereicht. Am 29. März 2022 beschloss der Bayerische Ministerrat in diesem Jahr von rund 24 Bewerbungen zehn ins Immaterielle Kulturerbe Bayerns aufgenommen, darunter die Kirchseeoner Perchten. Das Bayerische Landesverzeichnis umfasste damit 66 Einträge. Die Urkunden des Bayerischen Landesverzeichnis des Immateriellen Kulturerbes wurden am 12. Juli 2022 vom Finanz- und Heimatminister Albert Füracker verliehen. „Für uns ist diese Ernennung eine unermessliche Ehre, da sie doch all den Mühen und unserem Streben, das Perchtenbrauchtum zu pflegen und zu leben, Rechnung trägt,“ hieß es vom Perchtenbund anlässlich der Verleihung.
Im März 2024 wurde der Kirchseeoner Perchtenlauf auch in das Bundesweite Verzeichnis des immateriellen Kulturerbes aufgenommen.

## Verein
Der Perchtenlauf war zunächst eine Veranstaltung des Trachtenvereins. Anfang der 1960er ging daraus ein eigener Verein hervor. Im Jahr 1963 ließen die Perchten den Verein Perschtenbund Soj ins Vereinsregister eingetragen. „Soj“ ist ein alter Name von Kirchseeon. Eine geläufige Abwandlung des Namens lautet Perschten von Soj. In der Bevölkerung wird oft einfach von den Kirchseeoner Perchten gesprochen, worunter die Kulturform auch im Immateriellen Kulturerbe Bayerns gelistet ist. Bis heute wird der Brauch vom Verein Perschtenbund Soj organisiert. Es handelt sich nicht um einen kommerziellen Verein.
Der Verein erwuchs auf dem ehrenamtliche Engagement von vier Generationen. Das Vereinsheim befindet sich in der Badstube im Ortsteil Eglharting, einem historischen Baudenkmal, die . Der Verein umfasst über 300 Mitglieder (Stand: 2019).
Die Arbeit zum Brauchtum nimmt einen hohen Stellenwert ein. Die Vereinsmitglieder forschen im Perchtenbrauchtum, unterhalten ein Medienarchiv, dokumentieren Perchtentänze, -lieder und Maskenkunde. Aus dem Verein hervorgegangen ist die erste Stiftung in Bayern, die sich speziell des Perchtenbrauchtums annimmt, die Perschtenstiftung Kirchseeon.
Die Mitglieder der Perschtenstiftung Kirchseeon und des Perschtenbund Soi sind das ganze Jahr über aktiv. Alte und neue Kostüme werden bearbeitet, Tänze geübt. Der Verein engagiert sich in der Jugendarbeit. Neben der Arbeit mit den Perchten, sorgt der Verein für den Erhalt des Vereinsheims, musiziert, produziert eigene Theaterstücke und organisiert Ausstellungen zum Brauchtum.

## Aufführungen

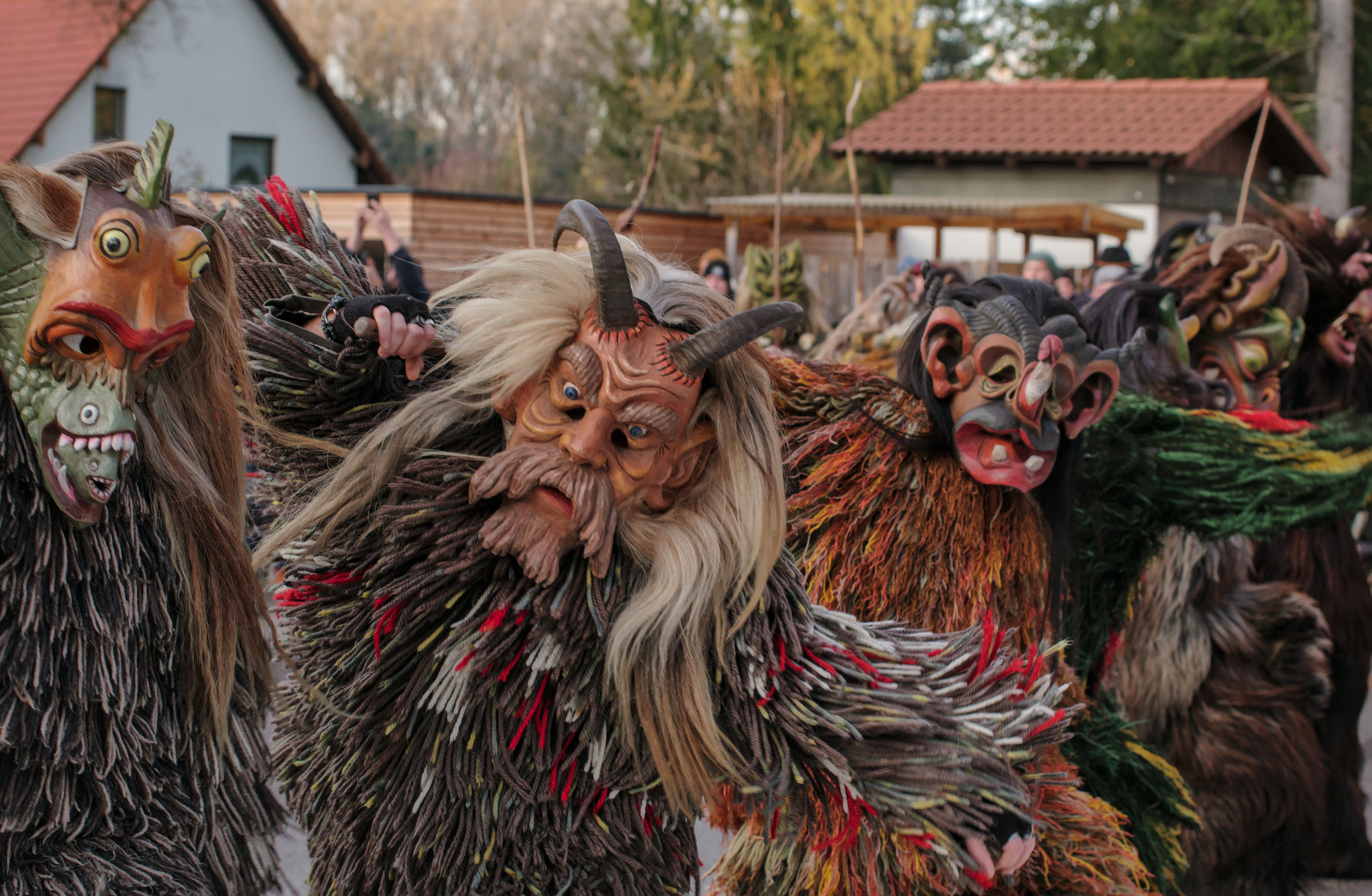
Stampftanz beim Kirchseeoner Perchtenlauf

Die Kirchseeoner Perchten verstehen sich als Rauhnachtsperchten, im Gegensatz zu Fastnachtsperchten, die zur Faschingszeit aktiv sind. Der Kirchseeoner Perchtenlauf findet jährlich in der Zeit der Wintersonnenwende statt.
Die ersten Läufe fanden jeweils am Donnerstag statt. Dieser Termin kollidierte jedoch mit dem Gottesdienst und reichte zudem nicht aus, um alle Höfe der Gemeinde besuchen zu können. Seitdem finden die Läufe an den Samstagen und Sonntagen der Adventszeit, bis zum 6. Januar, statt, immer bei Einbruch der Dunkelheit.
Bis zu elfmal ziehen die Perchten in diesem Zeitraum durch die Gemeinde. Der Perchtengruppe ist es wichtig, ihre Aufführungen ausschließlich in der Umgebung durchzuführen. Ausnahmen erfolgen nur, wenn die Rahmenveranstaltung zum Brauchtum passt oder für wohltätige Zwecke ist (z. B. Sternstunden des Bayerischen Rundfunks 1997).
Während es in den 1970ern noch 15 bis 20 Läufer waren, nehmen heute 50 bis 60 Personen aktiv am Perchtenlauf teil. Anzahl, Alter und Geschlecht der Teilnehmenden variieren. Der Lauf wurde früher nur von Männern durchgeführt, wohingegen Frauen Arbeiten im Hintergrund übernahmen, wie Handarbeiten oder Bedienung. In den 1970er Jahren änderten sich die Rollen, so dass mittlerweile nahezu die Hälfte aller Läufer Frauen sind.
Im Vorfeld werden mittlerweile Plakate ausgehängt, die den Verlauf des Umzugs zeigen. Entlang der Route finden sich bereits Stunden zuvor Besucher ein. Ebenso werden die Perchten vor der Höfen meist schon von deren Bewohnern erwartet.

## Kostümierung

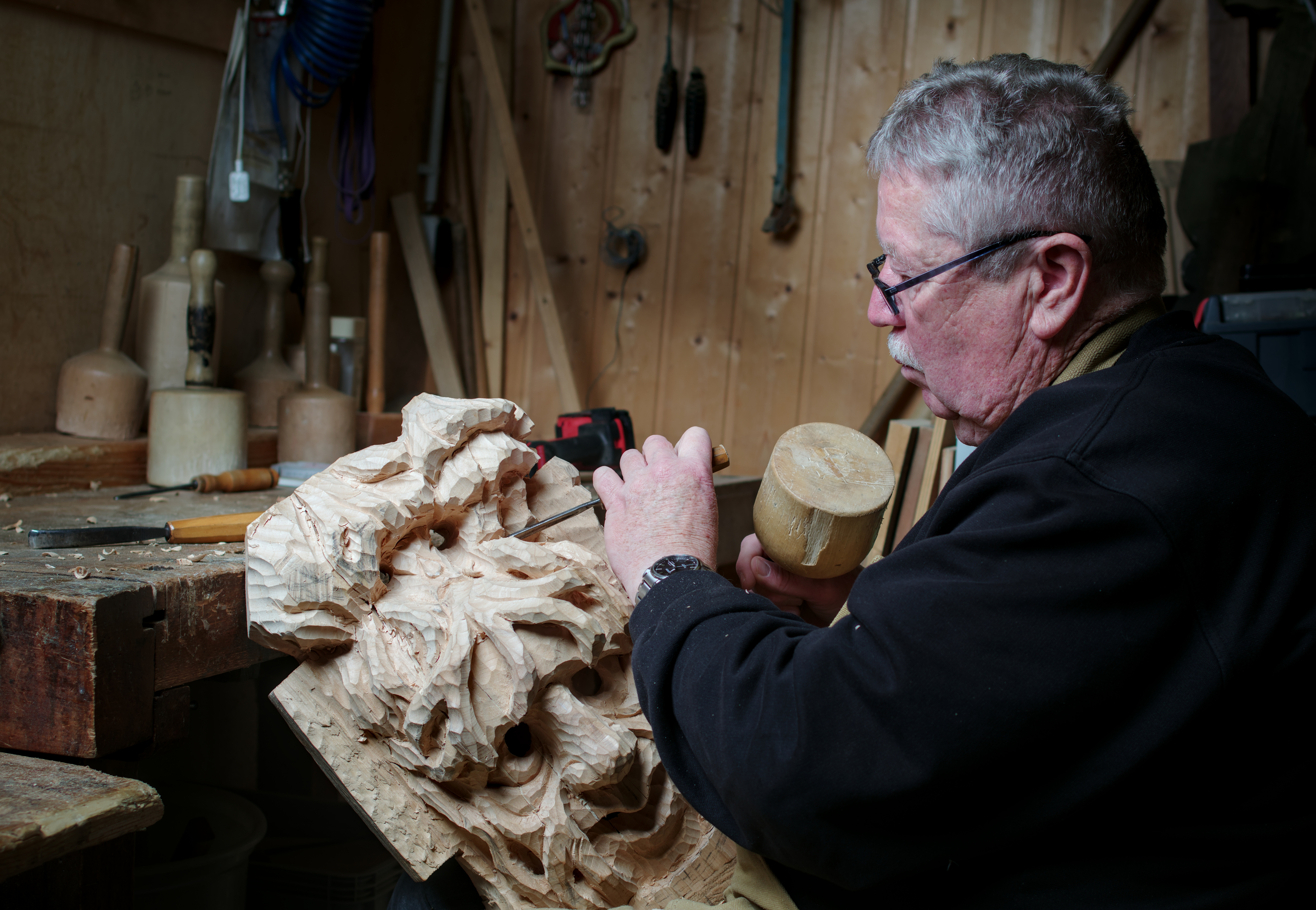
Der Schnitzer Herbert Schafbauer bei der Arbeit in seiner Schnitzstube

Das Aussehen und die Materialien der im Kirchseeoner Perchtenlauf verwendeten Kostüme haben sich im Laufe der Zeit verändert. Die ersten Masken wurden aus Ruß, Stroh oder Stoffen angefertigt. Heutzutage werden sie aus Holz hergestellt und anschließend bemalt. Die Kirchseeoner Masken bestehen aus heimischem Lindenholz, das mindestens fünf Jahre getrocknet ist. Lindenholz ist besonders geeignet, weil es relativ weich und geruchsneutral ist. Als Gewänder dienten anfänglich alte Mäntel, die teilweise mit Fellresten beklebt waren. Später kamen Materialien wie Leder und Wolle hinzu.
Jede Maske ist ein Unikat. Die Masken der Kirchseeoner Perchten werden von sechs Vereinsmitgliedern geschnitzt und bemalt. Keiner der Schnitzer hat dieses Handwerk als Beruf erlernt. Zunächst wird eine Skizze erstellt. Für die Umsetzung in Holz benötigt ein erfahrener Schnitzer zwei bis fünf Wochen. Beim Schnitzen muss auch auf einen bequemen Sitz der zwei bis fünf Kilo schweren Maske geachtet werden. Anschließend wird die Maske farbig bemalt – „gefasst“, wie es heißt – was eine Woche in Anspruch nimmt. Nach zwei Wochen Trockenzeit folgt der Auftrag einer Schutzschicht. Nun werden schmückende Utensilien angebracht, wie z. B. Haare oder Bänder. Im Gebrauch befindliche Masken bedürfen ständiger Pflege, können so aber bis zu 30 Jahre lang halten.

Der Verein bietet über 20 handbemalte Sammlermasken in Miniaturform an, die den Originalmasken nachempfunden sind.

## Charaktere
Ein Perchtenzug besteht aus mehreren Untergruppen, den sogenannten „Passen“. Grob unterschieden gibt es bei den Kirchseeoner Perchten „Schönperchten“ und „Schiachperchten“ („schiach“ ist bairisch für „hässlich“). Zu den „Schönperchten“ gehören der Zugführer, die Spielleute und die Treiber. Zu den „Schiachperchten“ zählen die Klaubauf, die Holzmandl und die Schnadernschlenzer. Diese Gruppen haben jeweils charakteristischen Masken und Kostüme. Besondere Einzelfiguren sind die Frau Percht, mit einer Doppelmaske, und die Habergoaß, die mit einem beweglichen Maul Geldgaben schlucken kann.
Eine Besonderheit der Kirchseeoner Perchtenmasken ist ihre Vielfältigkeit. Aufgrund der nur fragmentarischen Überlieferung historischer Vorbilder, sind die Schöpfer der Kirchseeoner Perchtenmasken keinen traditionellen Zwängen unterworfen. Bei den Entwürfen werden frühe Masken als Basis herangezogen, beispielsweise aus Krippen- und Passionsspielen oder mittelalterlicher Schandmasken. Als regionaler Bezug werden die Themen Wald, Holz, Moos und Naturgeister mit eingearbeitet.
Klassische Perchtencharaktere wie Teufel, Hexen oder Bockgestalten wurden im Laufe der Zeit mit mystischen Figuren wie die „Klaubauf“, die „Holzmandl“ oder „Schnadernschlenzer“ ergänzt.

### Frau Percht

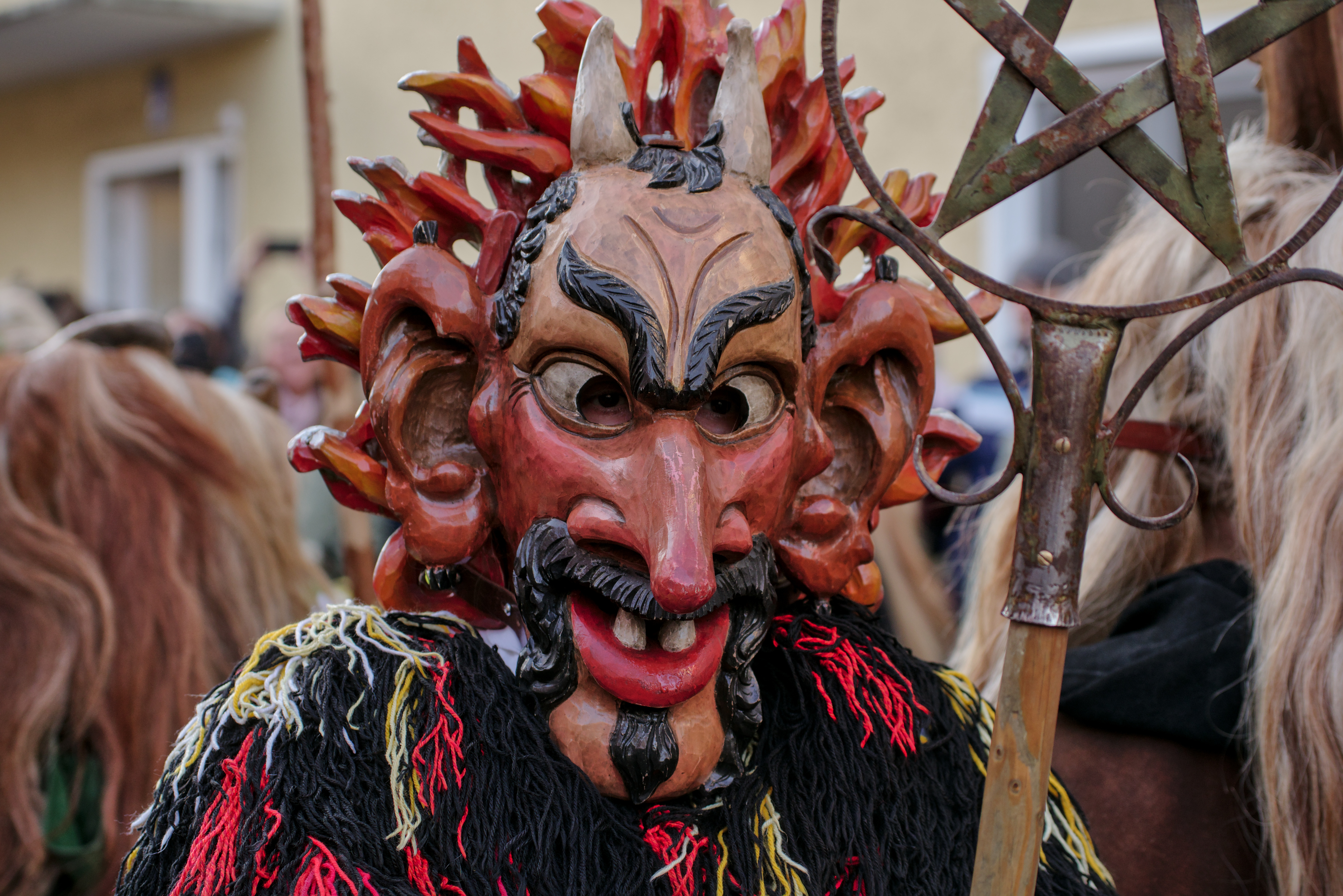
… mit Teufelsgesicht

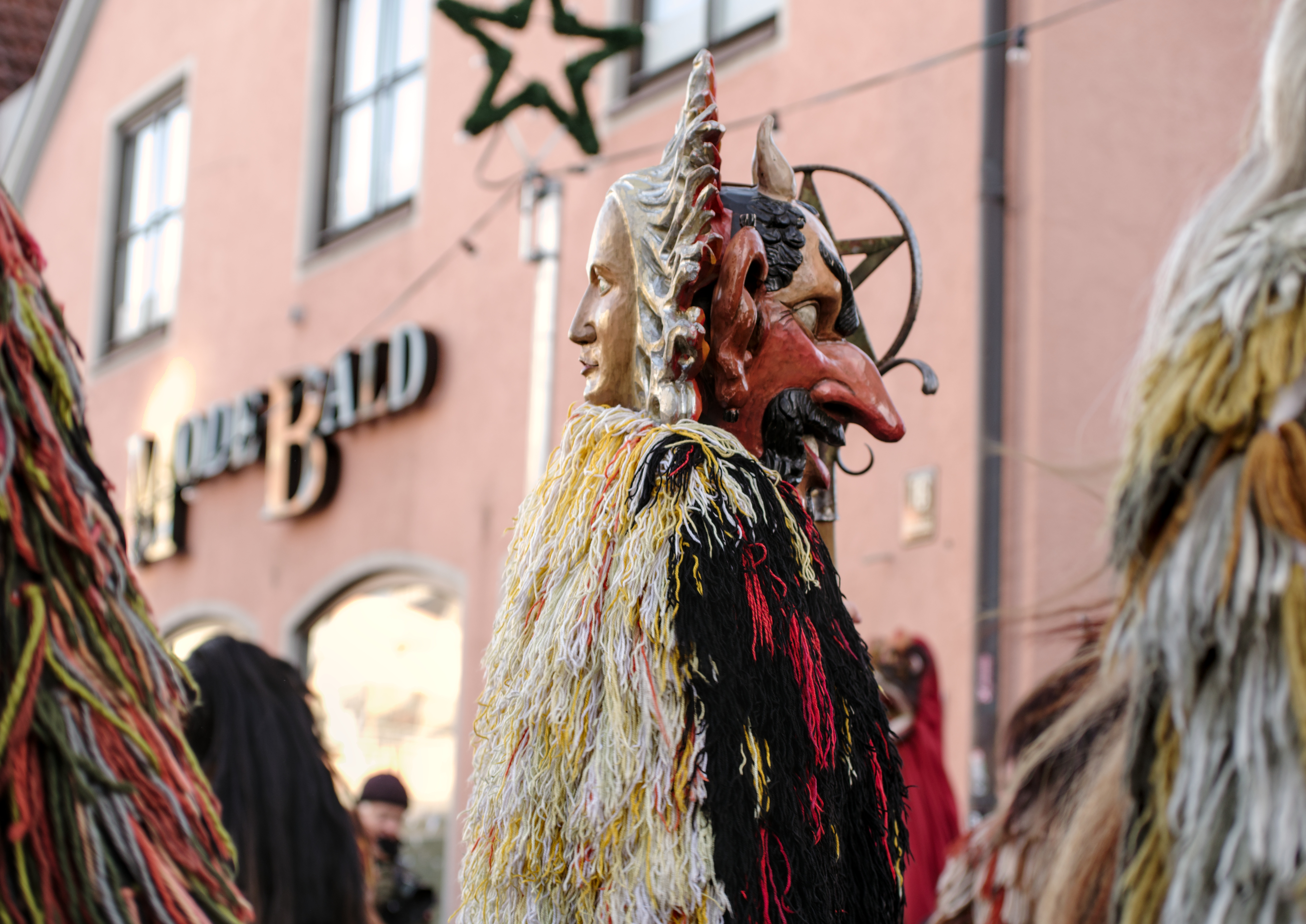
… mit Doppelgesicht

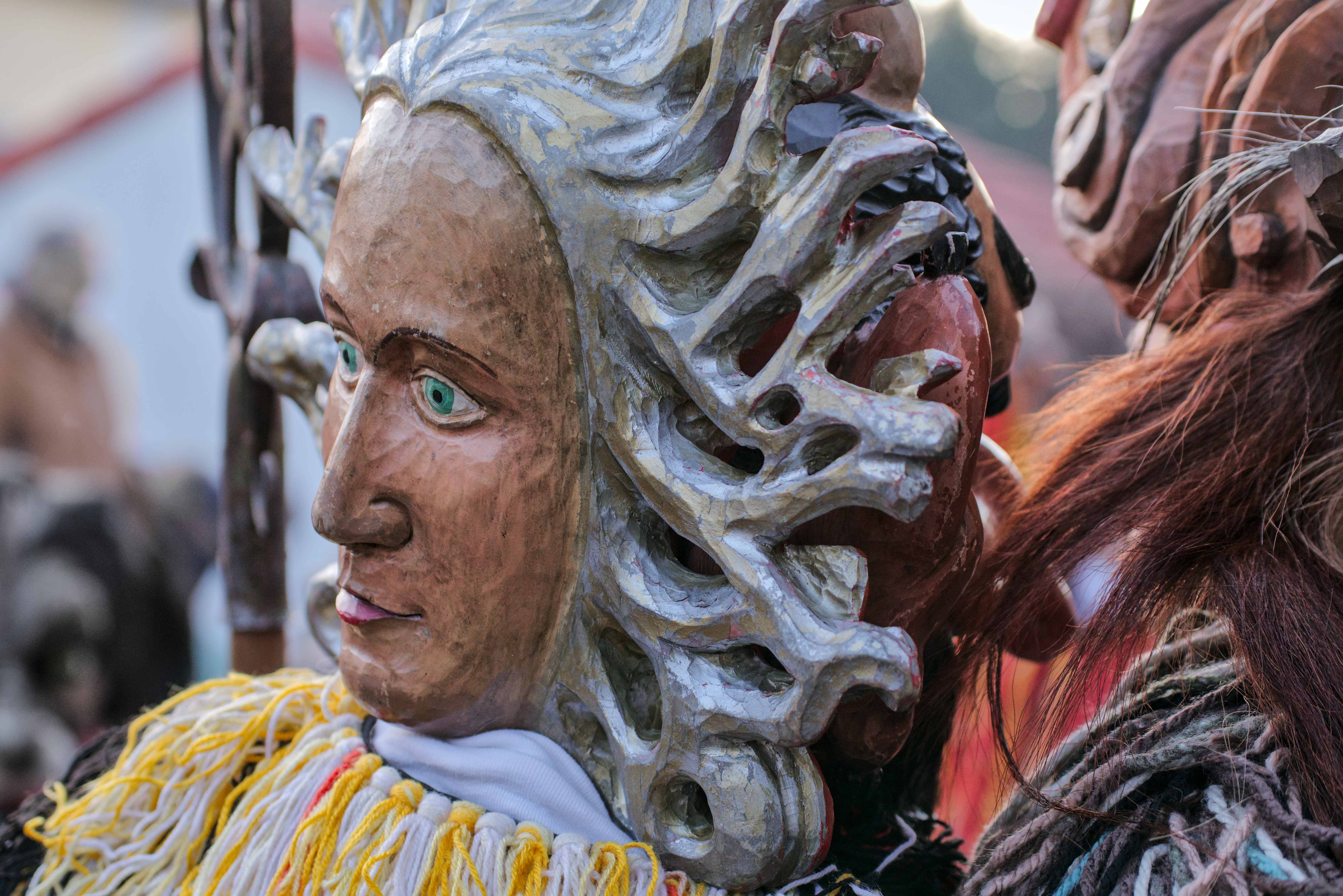
Frau Percht mit Sonnengesicht

Frau Percht ist eine, wenn nicht die Hauptfigur der Perchtengruppe. Wenn die Klaubauf tanzen, steht sie im Mittelpunkt. Es heißt, sie verkörpere die Urgöttin Perchta, auch wenn dieser Bezug historisch nicht belegbar ist. Als Sagengestalt ist sie als Frau Holle bekannt.
Die Frau Percht ist zwiegesichtig. Sie trägt (aus der Sicht der verkleideten Person) vorne ein Teufels-, hinten ein Sonnengesicht und die jeweils entsprechende Kostümierung. Die Maskengestalt vereint damit die Schön- und Schiachperchten in sich. Diese zwei Seiten weisen auf die Polaritäten und Gegensätzlichkeiten des Lebens hin – das vergangene und das kommende Jahr, Vergehen und Neuwerden, Licht und Finsternis, Schönes und Hässliches, Gutes und Böses – sowie auf die Rolle als Herrscherin über Leben und Tod.

### Schönperchten

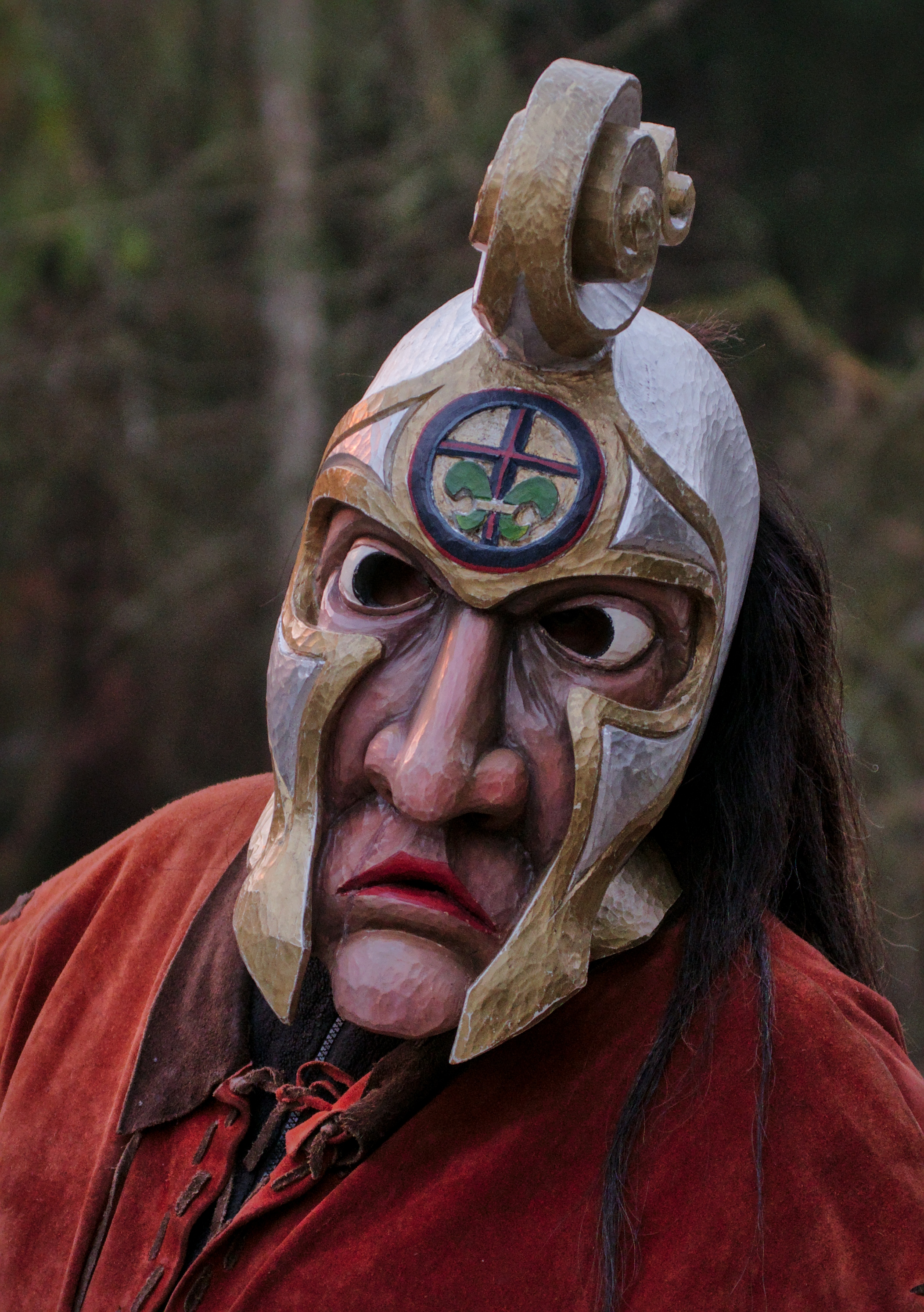
Zenturio

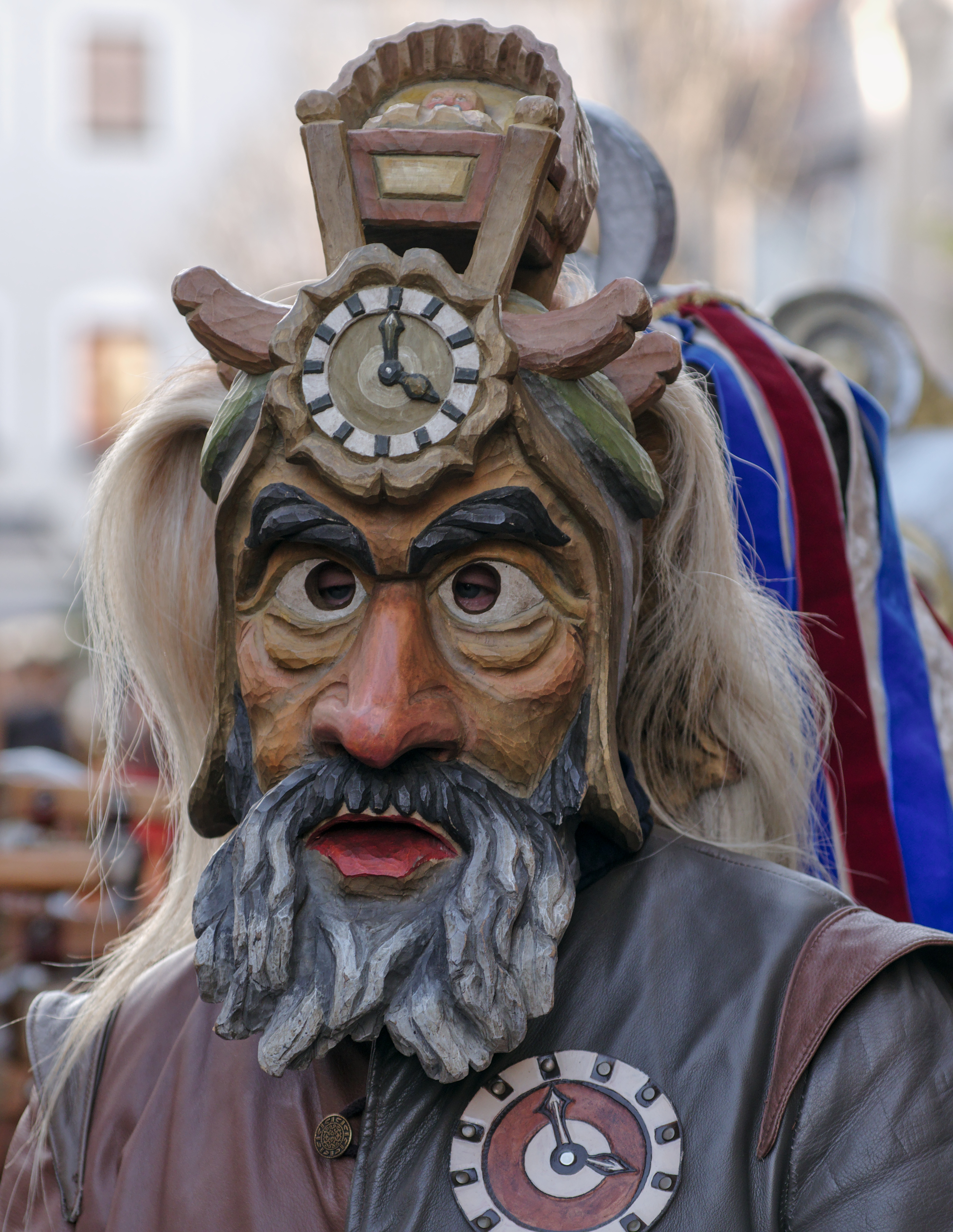
S’Leben

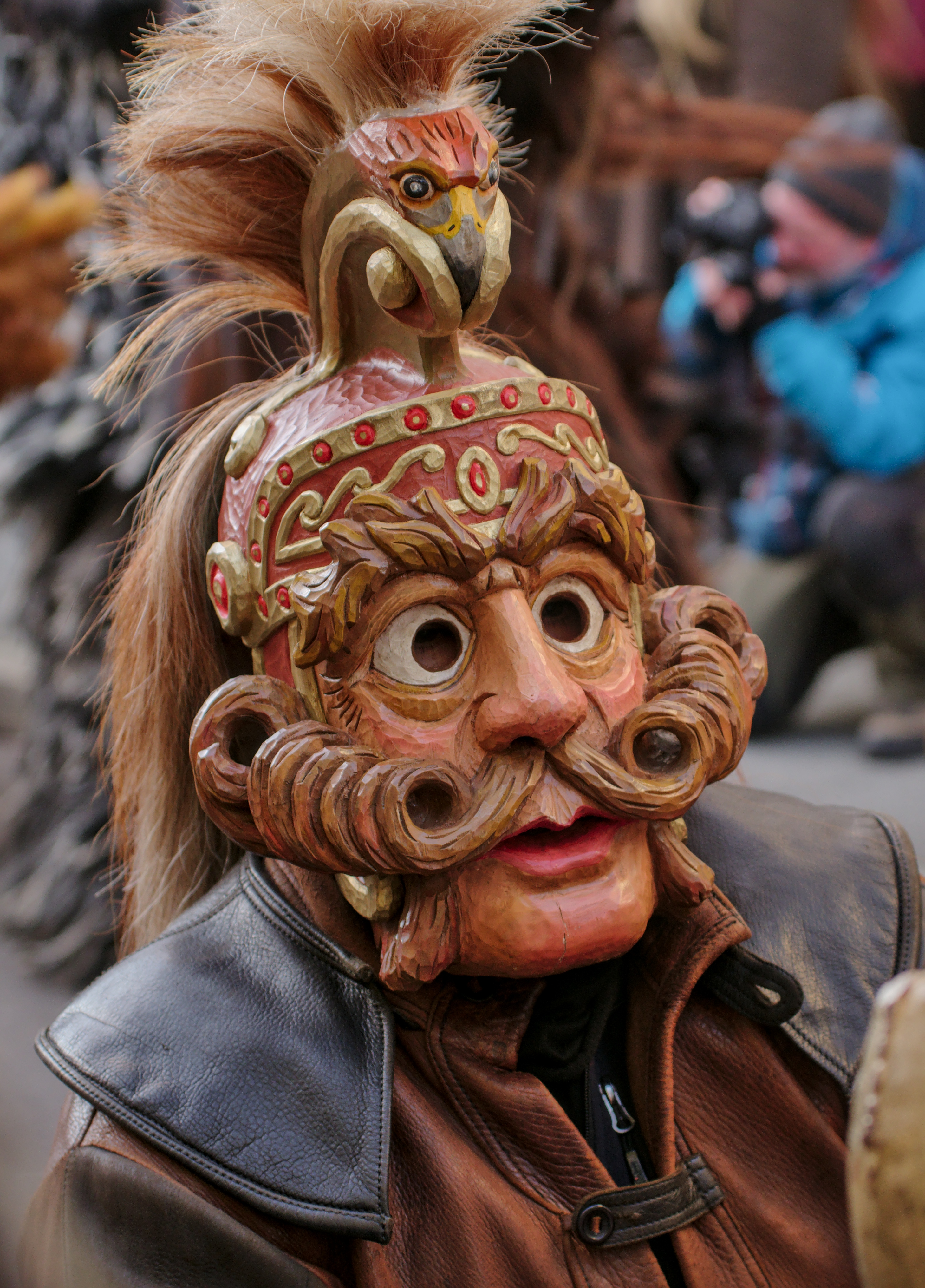
Zwirbler mit Römerhelm

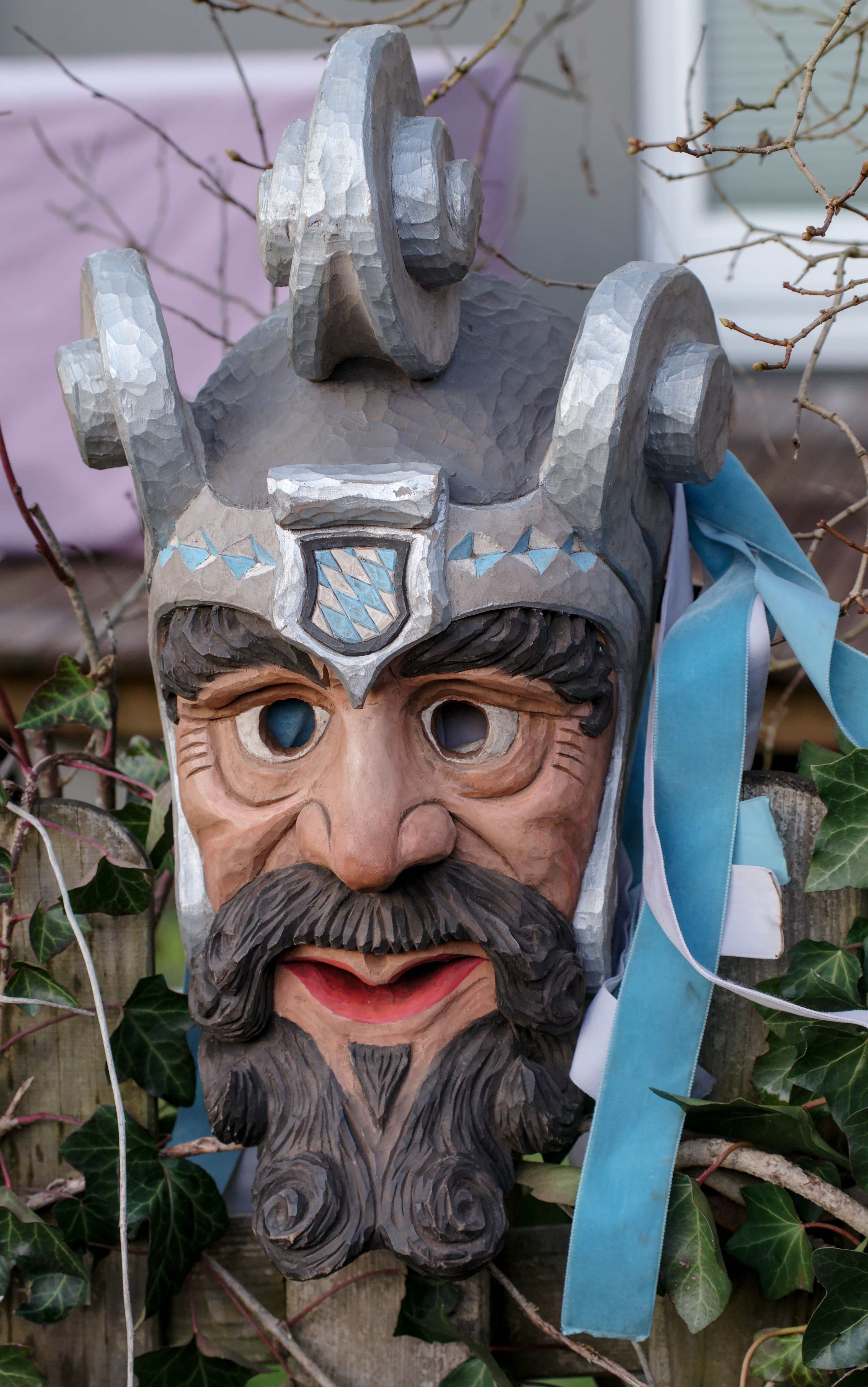
Bayer

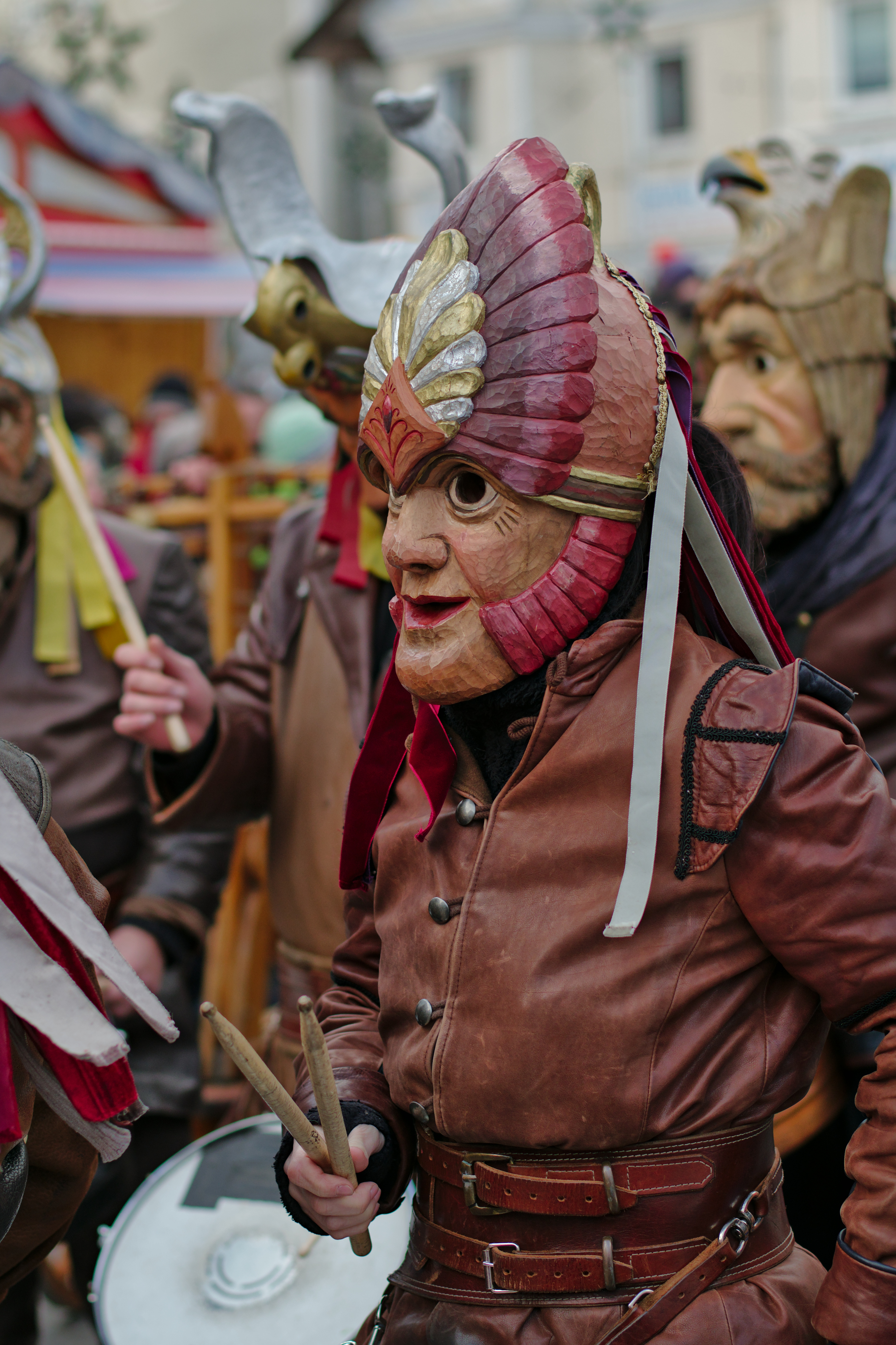
Flora, eine weibliche Maske

Die Masken der Schönperchten haben menschliche, ursprünglich nur männliche Züge; da jedoch seit den 1970er Jahren immer mehr Frauen sich aktiv am Lauf beteiligten, wurden auch einzelne Masken mit weiblichen Zügen geschnitzt. Verziert sind die Schönperchtenmasken mit Motiven aus der Natur, Tierwelt oder Musik, aber auch mit Wappen, Penta- oder Hexagrammen und Spiegeln als Abwehrzeichen. Sie verkörpern das neue Jahr, das Licht. Im Zug haben sie die Rolle als Zugführer, Treiber und Spielleute, die den Takt vorgeben.

### Schiachperchten
Die Masken der Schiachperchten basieren auf schreckenerregenden Elementen, die teilweise Einflüsse der Popkultur widerspiegeln. Der Auftritt der Schiachperchten wirkt archaisch, mit Stampfen und zuckenden Körpern.

#### Klaubauf

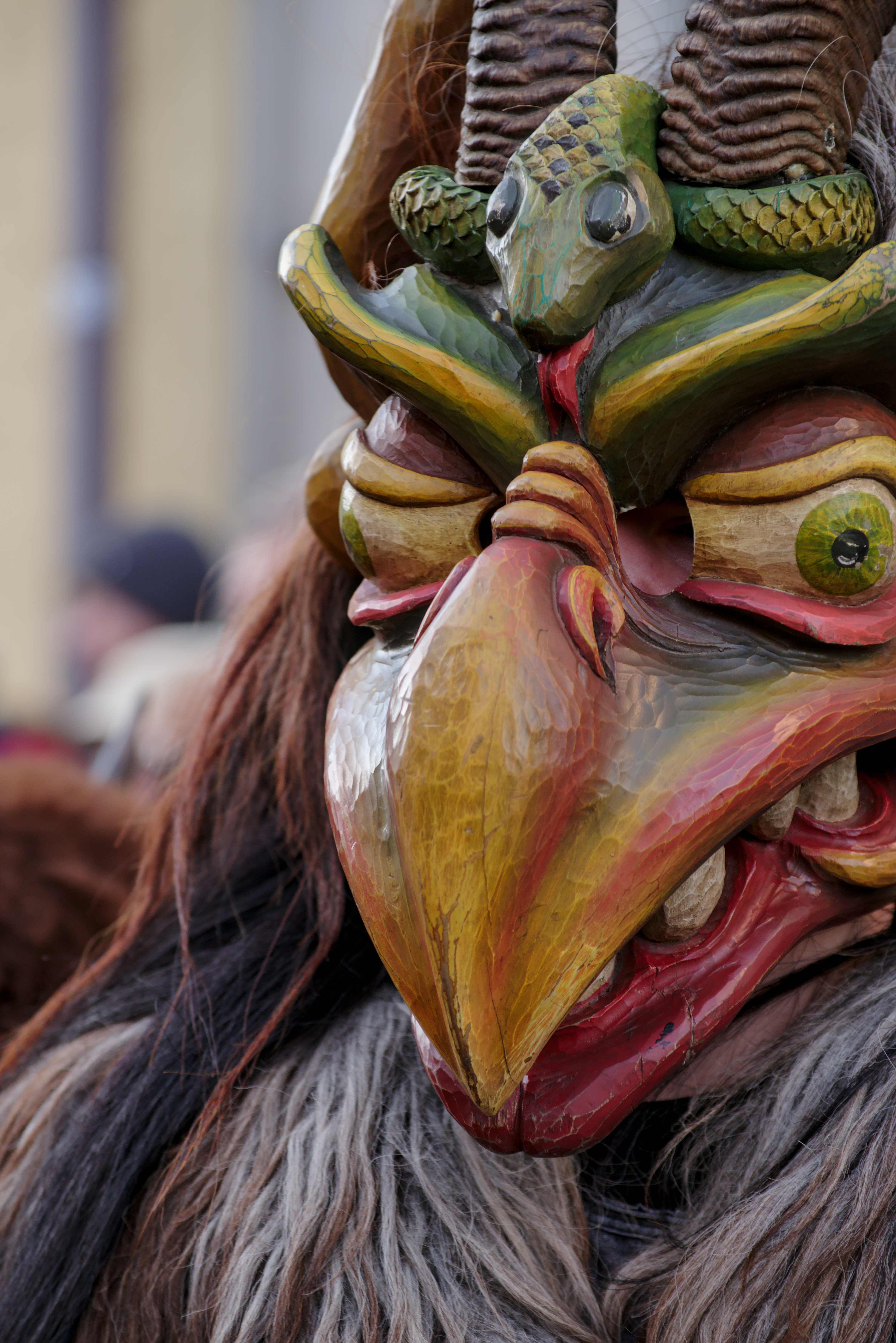
Greif

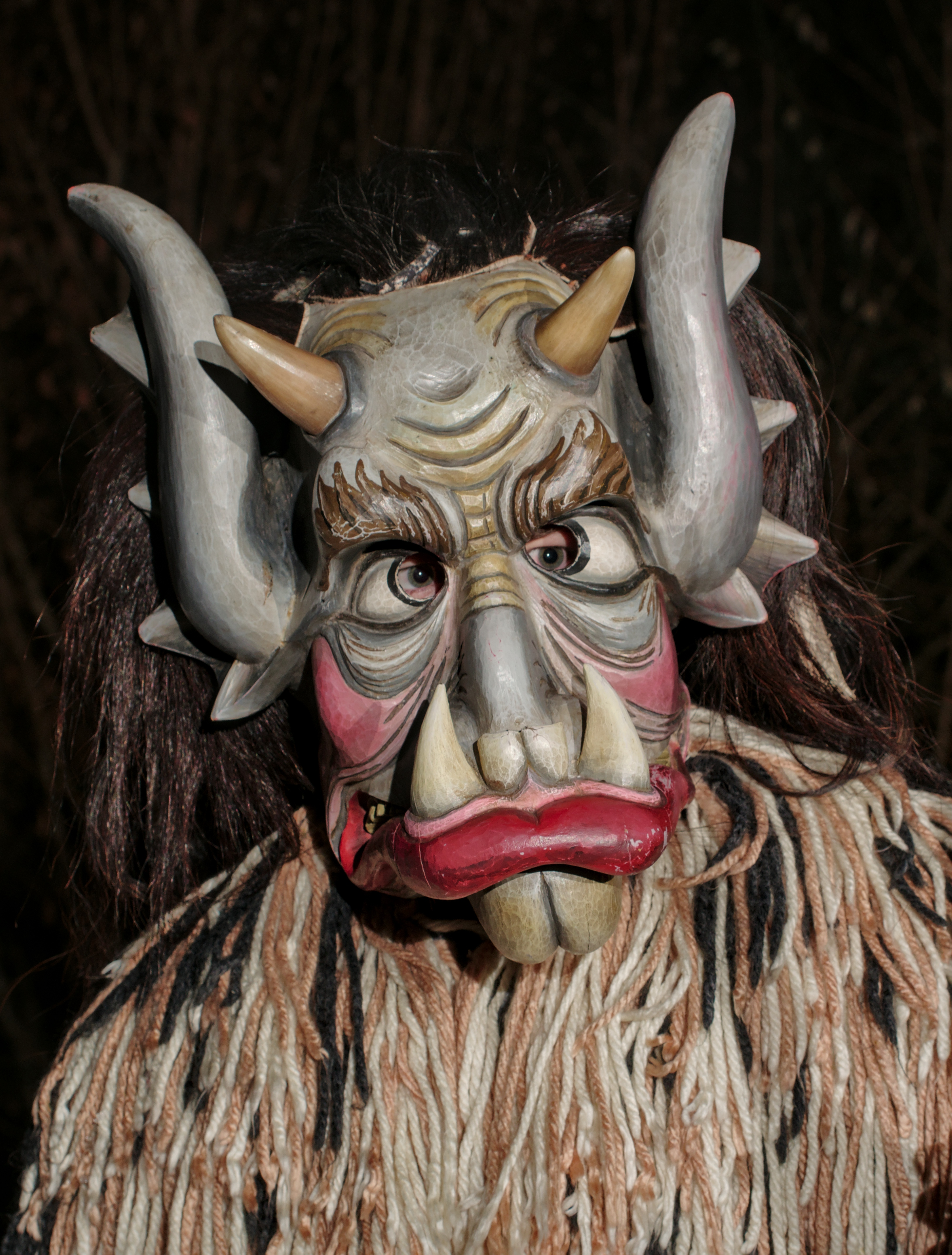
Nasenzuzler

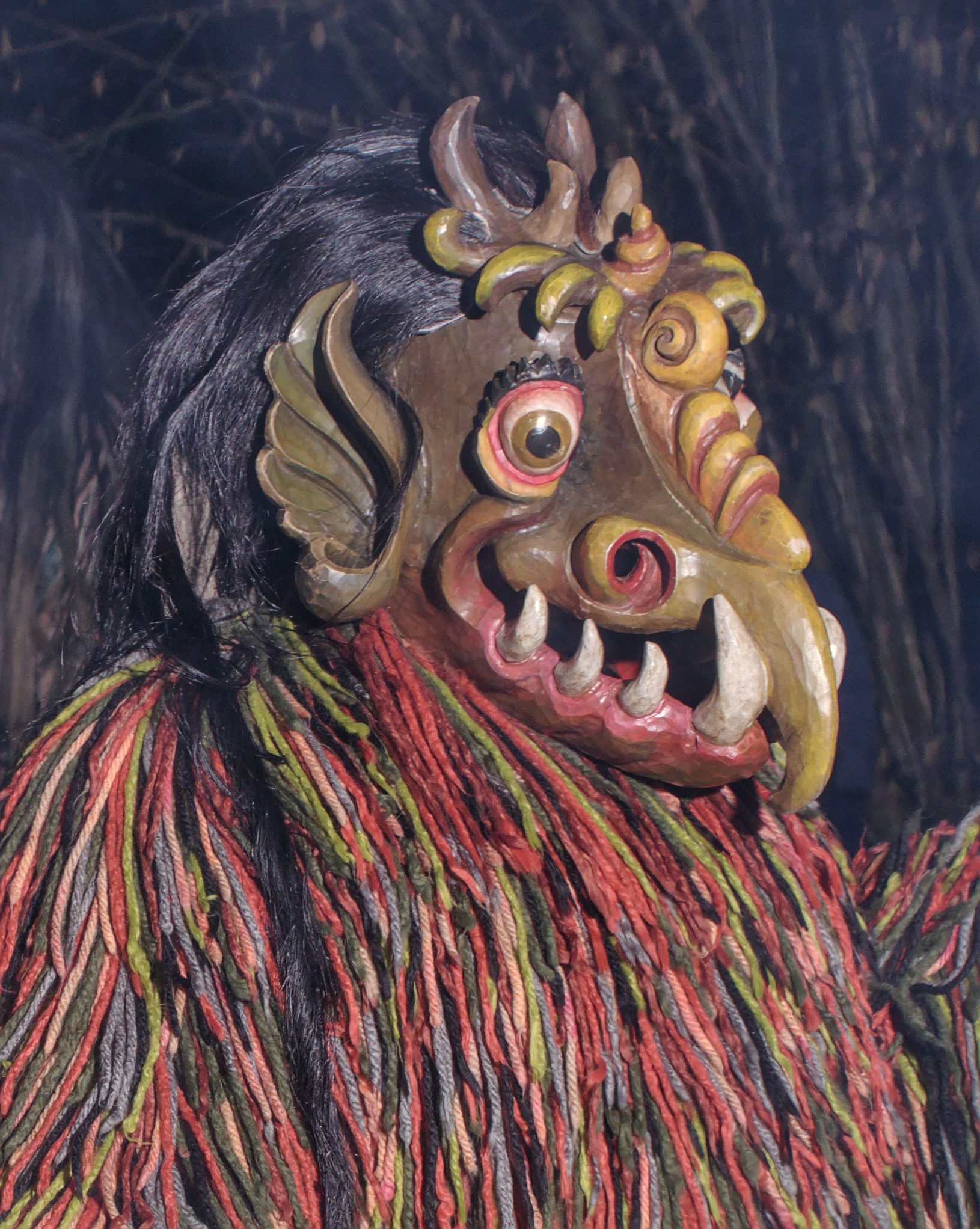
Vielzahn

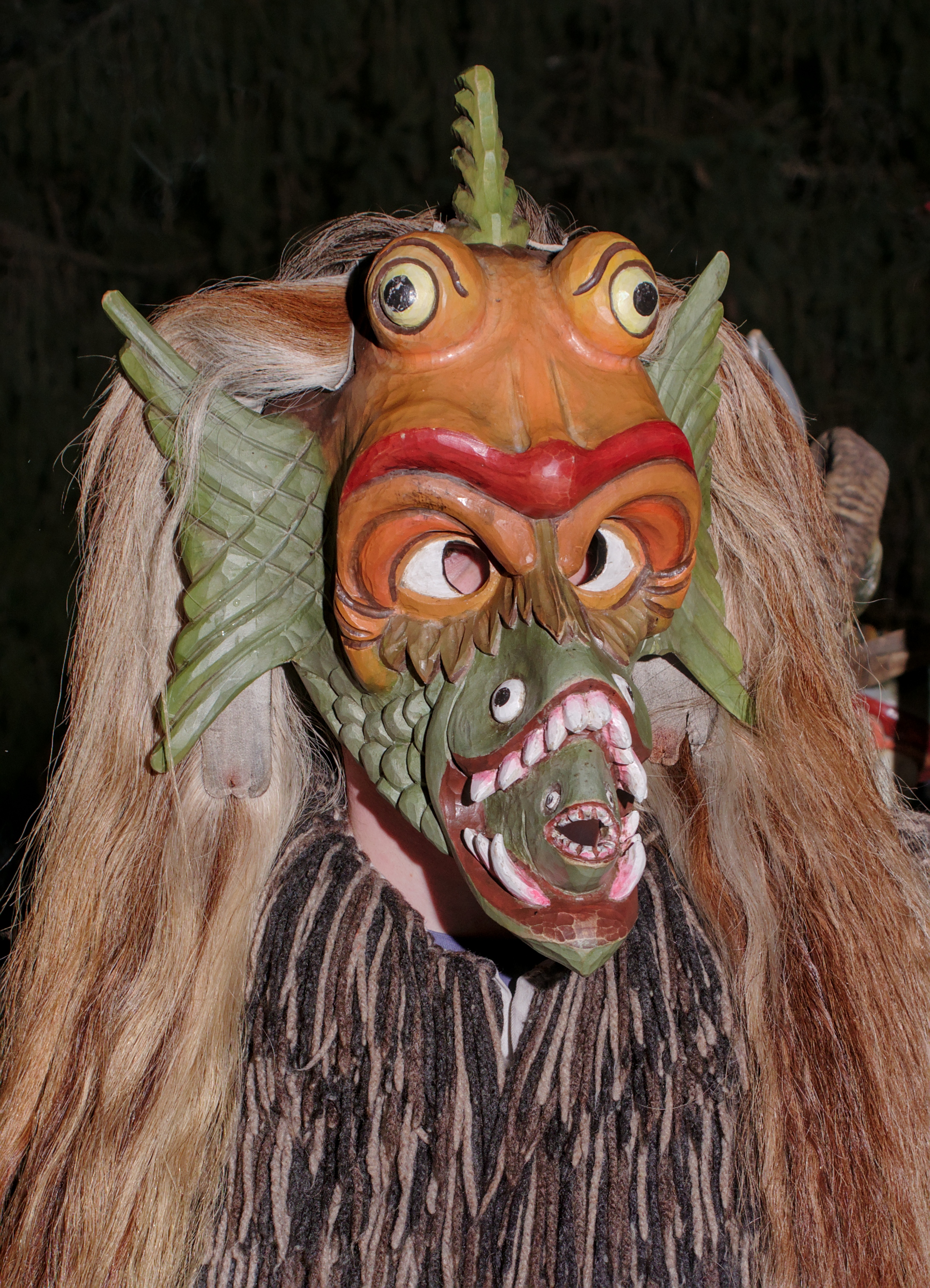
Gfress

Die Kirchseeoner Klaubauf fügen den Zuschauern keine Schäden zu. Sie überbringen Segenswünsche und sammeln die Gaben ein. Auch die Gestaltung dieser Masken basiert auf der Natur und Sagengestalten. Die „Vier Elemente“ sind unter diesem Maskentyp vertreten: Erde als Stier, Wasser als Fisch, Luft als Vogel und Feuer als Drache. Die Details sind vielfältig, von heilbringenden Symbolen, über Krankhaftes, bis zu schaurigen, überzeichneten Charakteren.

#### Habergoaß

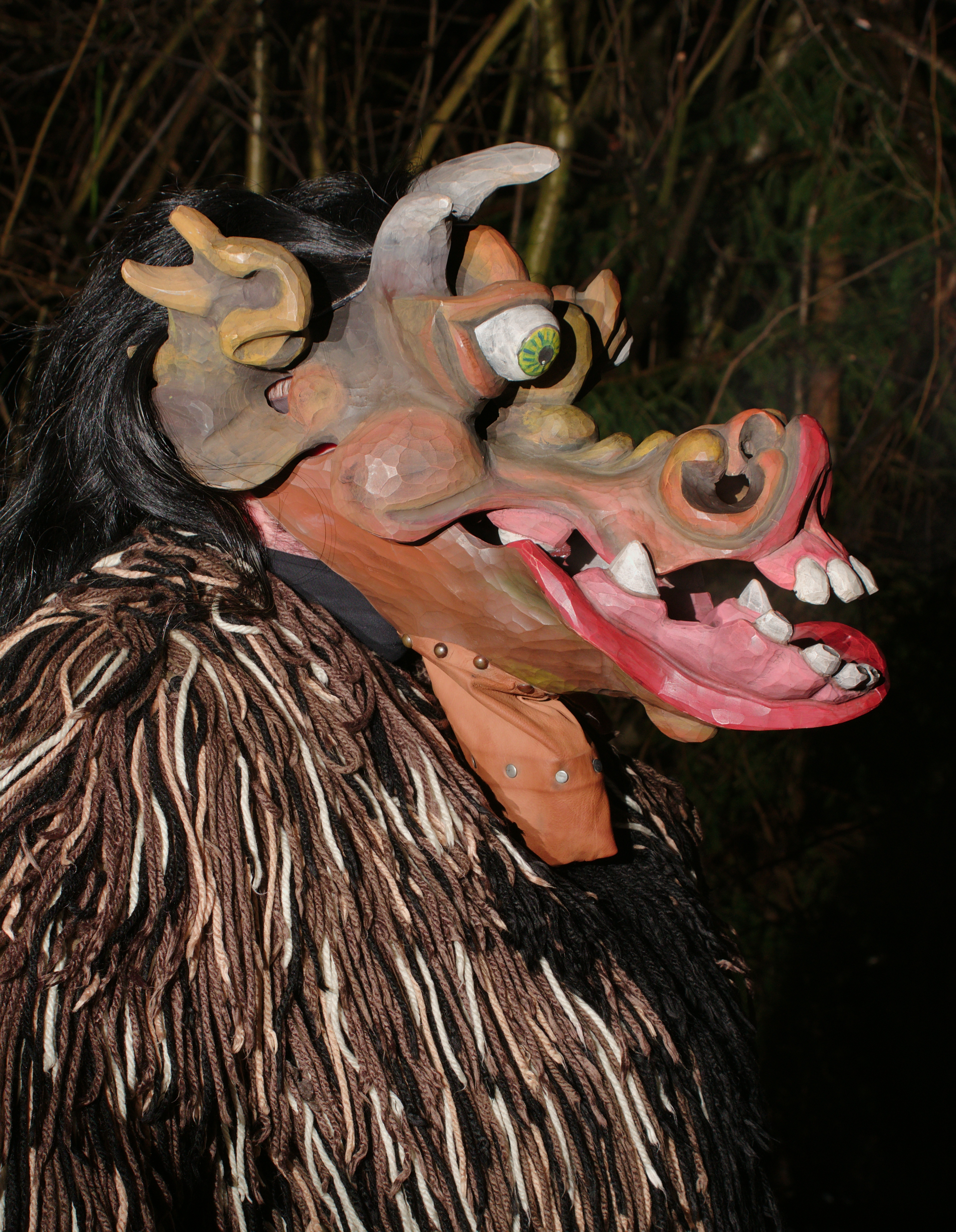
Haberngoaß 2

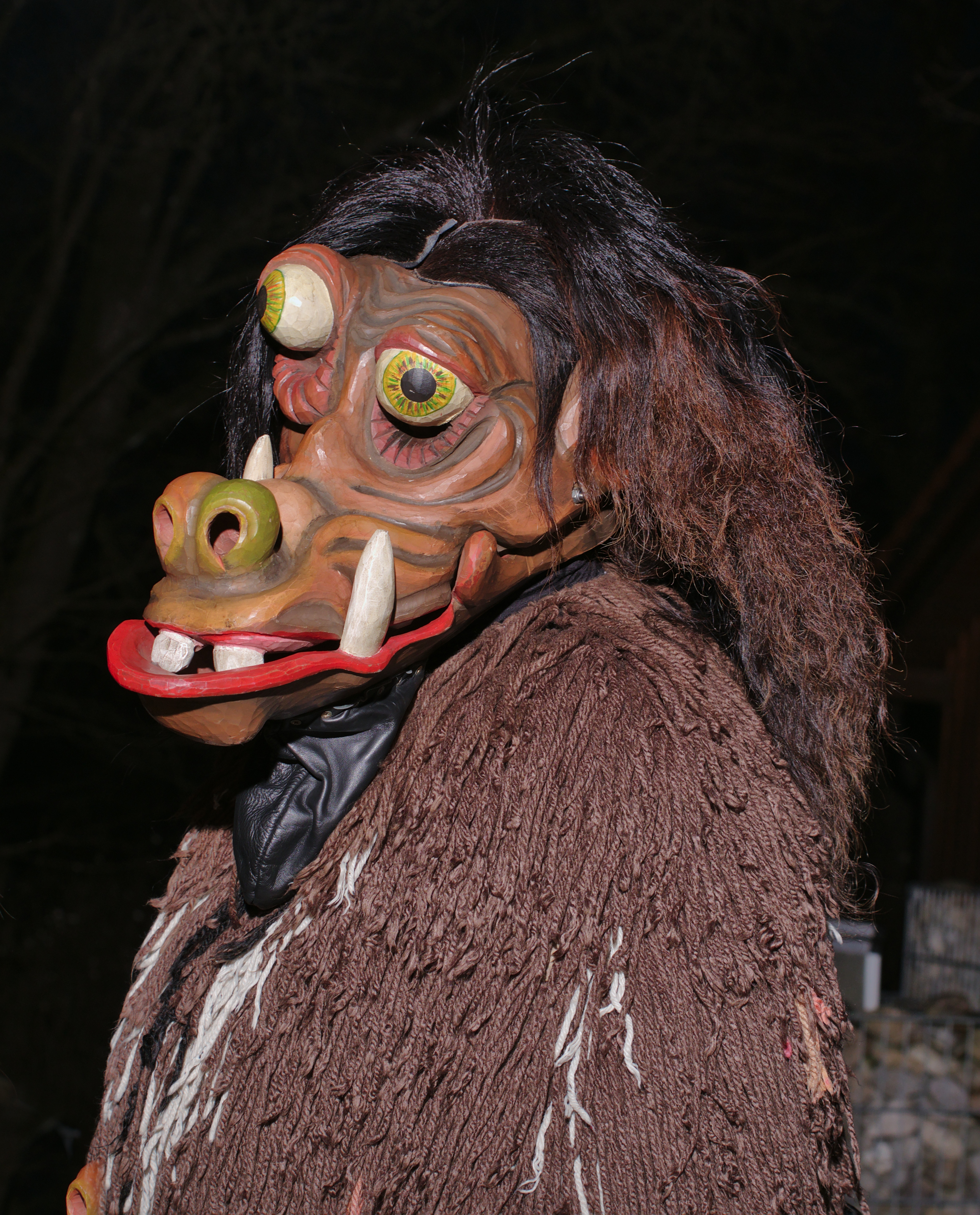
Haberngoaß 1

Die Habergoaß gehört zu den Klaubauf. Der Name verweist auf eine Zweigeschlechtlichkeit: „Haberl“ bedeutet Hoden, „Goaß“ bedeutet Ziege. Aufgrund dieser zwei Seiten könnte sie als eine andere Gestalt der Frau Percht angesehen werden. Sie gilt als allwissend und plaudert mit ihrem großen Maul unangenehme Wahrheiten aus, weshalb man es mit Gaben stopft.
Ein Spruch der Habergoaß lautet:
Originalversion

„I bin d’Habergoaß, i sog wos i woaß,

a Markl oder zwoa, sonst mach i a Gschroa,

gibst ma aber drei, na hoit i’s Mei.“
Hochdeutsche Übersetzung

Ich bin die Habergoaß, ich sage, was ich weiß,

eine Mark oder zwei, sonst mache ich Geschrei

gibst Du mir aber drei, dann halte ich das Maul.

#### Schnadernschlenzer

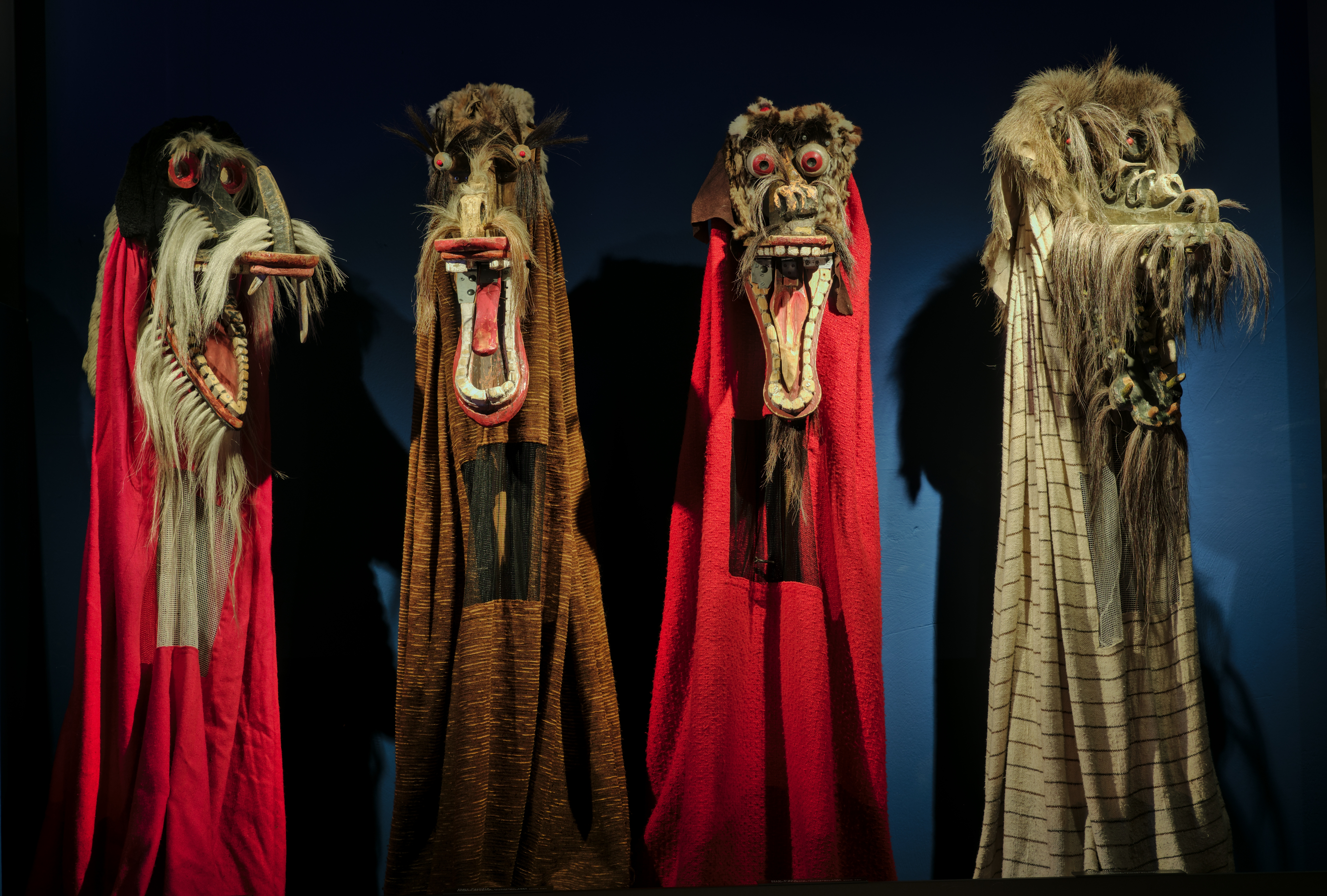
Nashorn, Der Fuchs, Die Katz und Der Alte

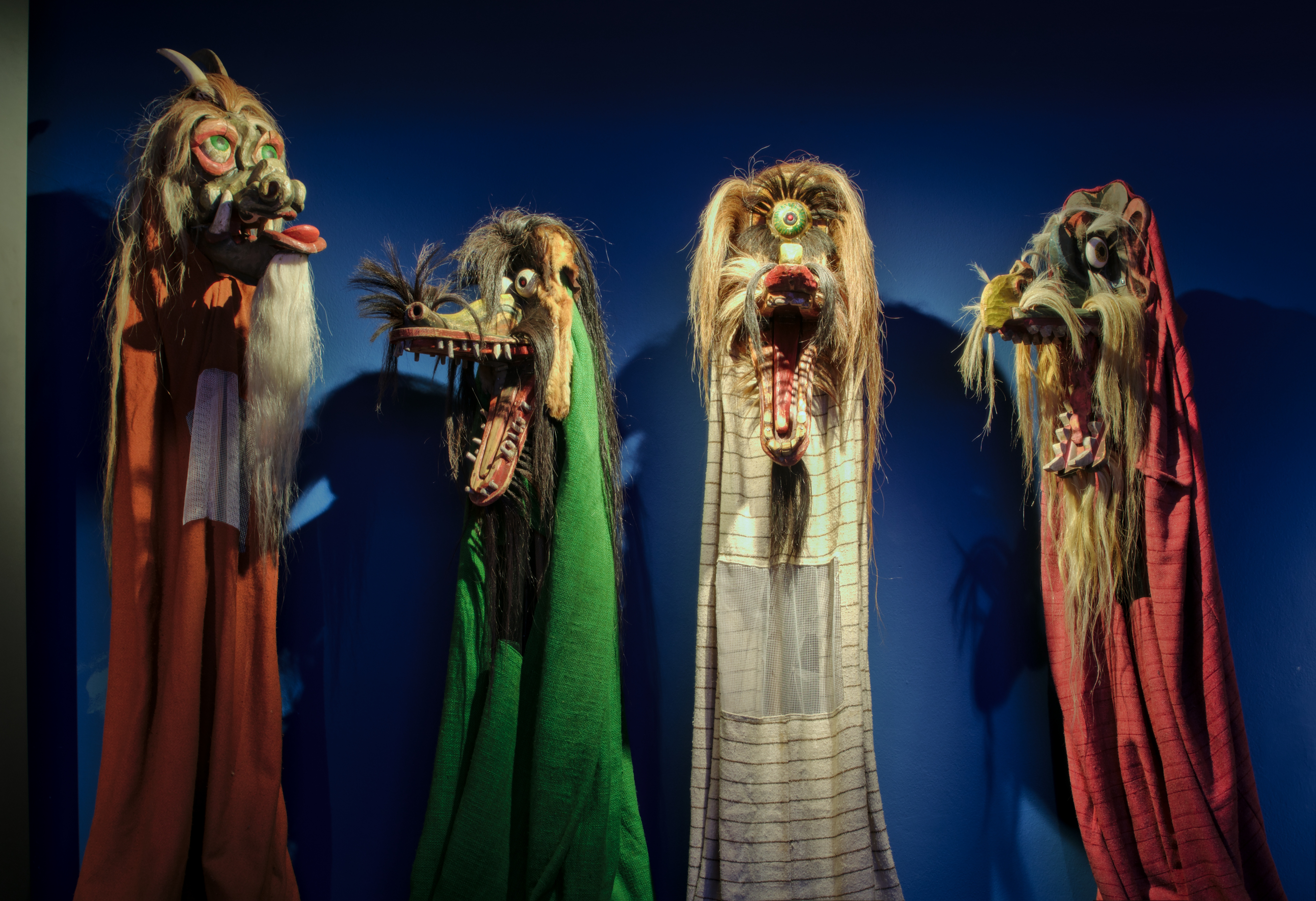
Haberngoaß, Shnupp, Einauge und Vogel

1981/82 wurde die Maskengruppe (in Fachsprache: „Pass“) der Schnadernschlenzer vorgestellt. Die Schnadernschlenzer zählen zur Gattung der Stabmasken, bei denen ein Schädel von einem unter einem Umhang verborgenen Träger hochgehalten wird. Die Schädel sind Tieren oder Drachen nach empfunden. Ein großes, bewegliches Maul („Schnader“) wird mit einem Seilzug bewegt („geschlenzt“).

#### Holzmandl

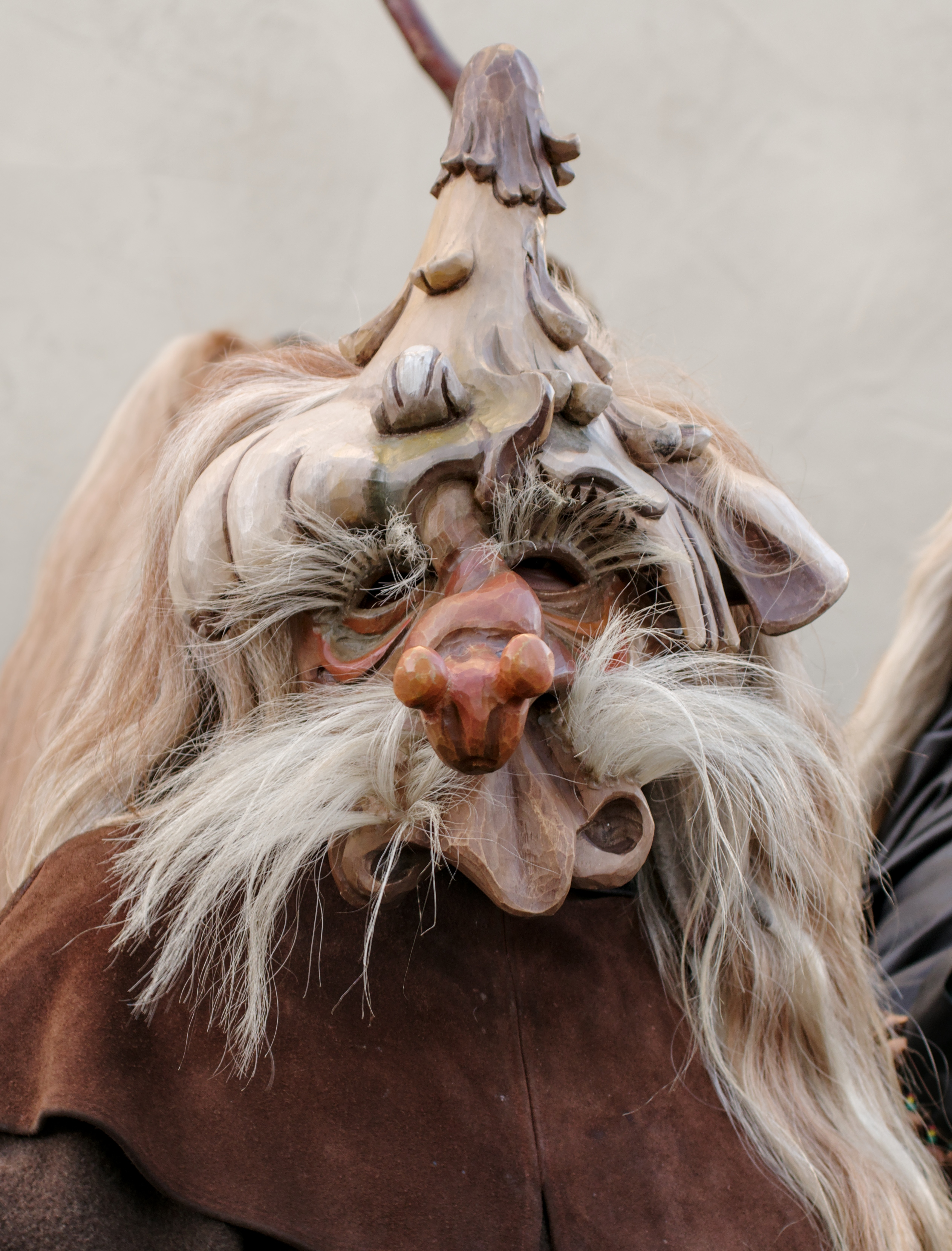
Schweck

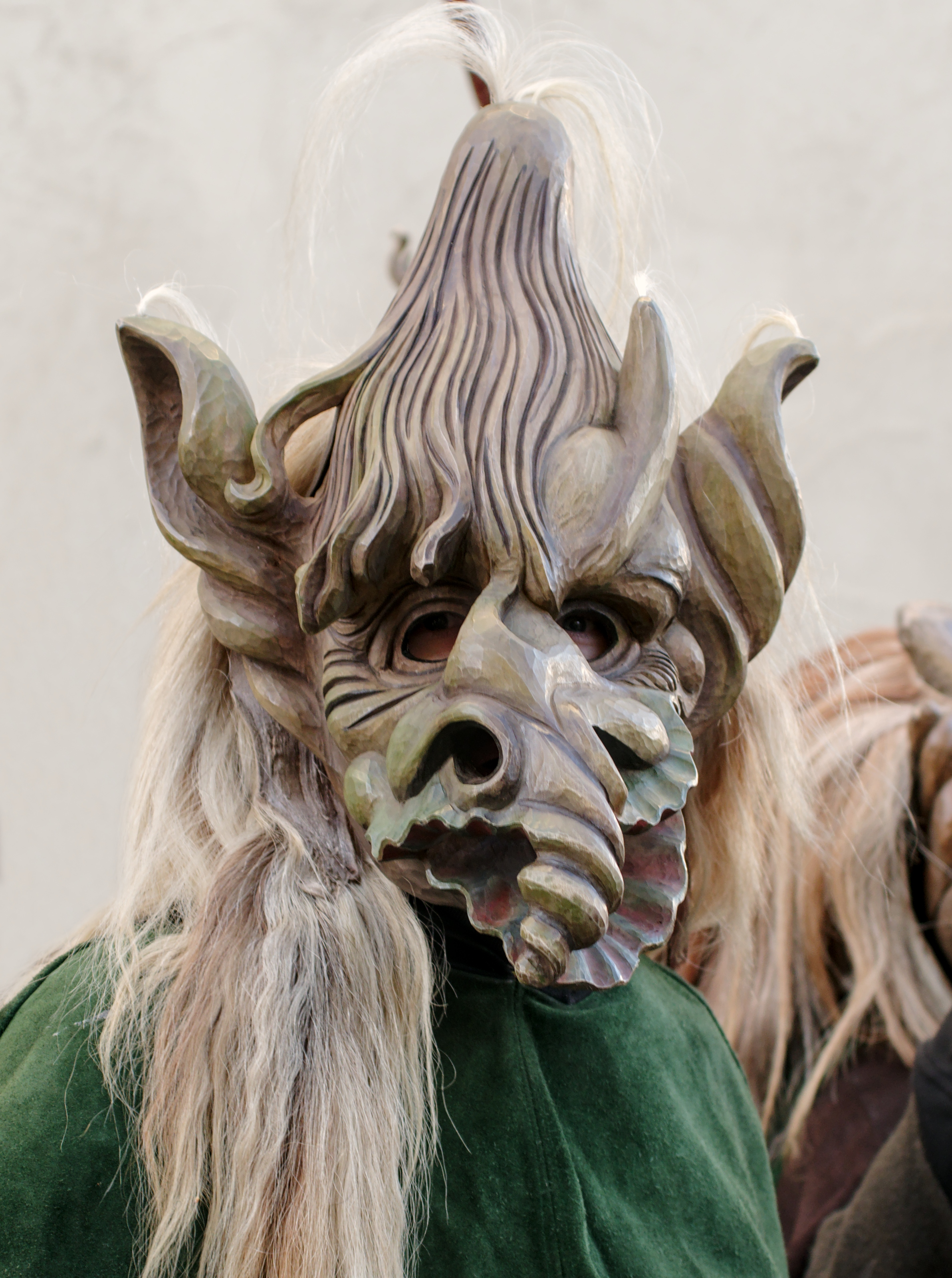
Aumandl

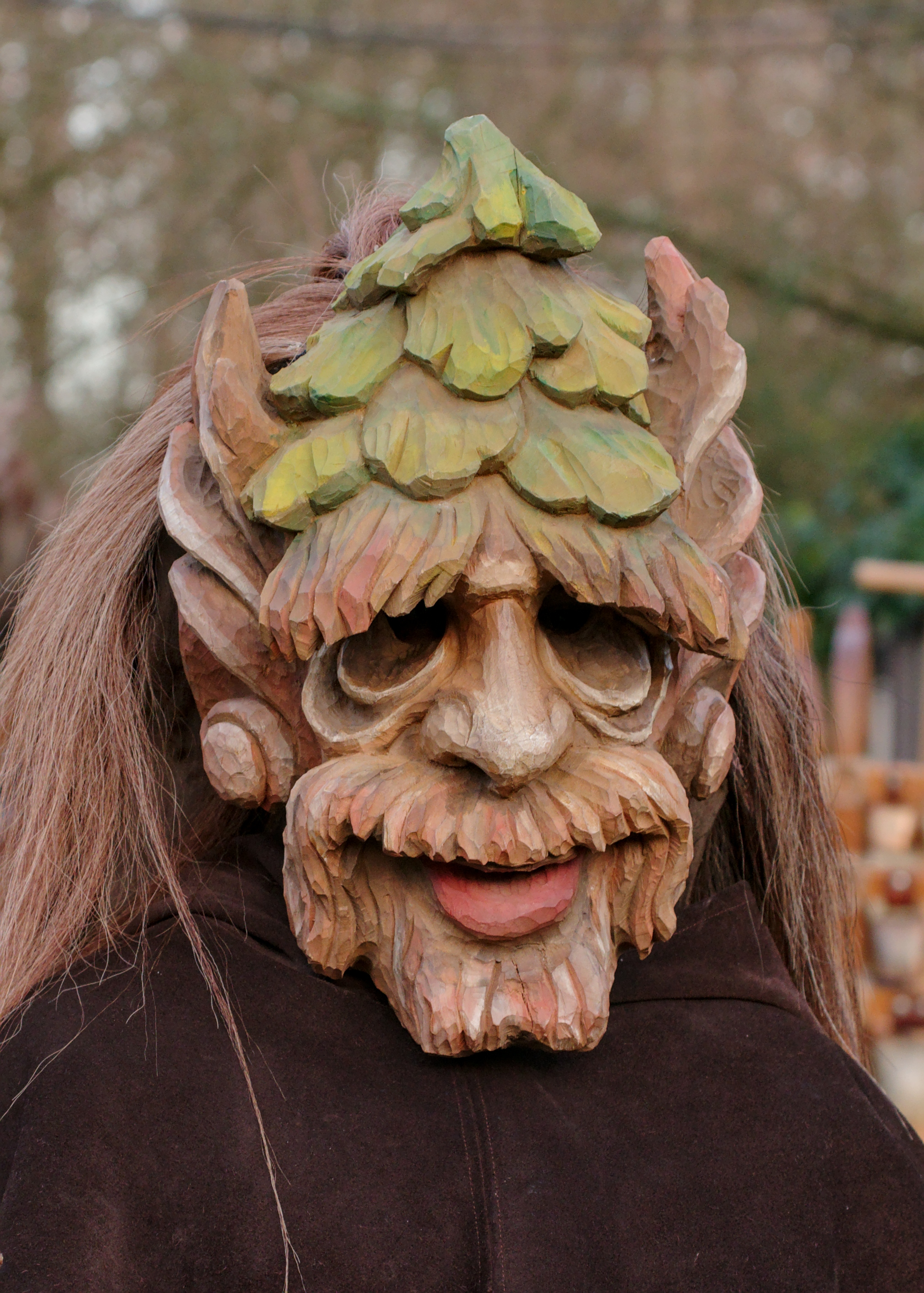
Baumbart

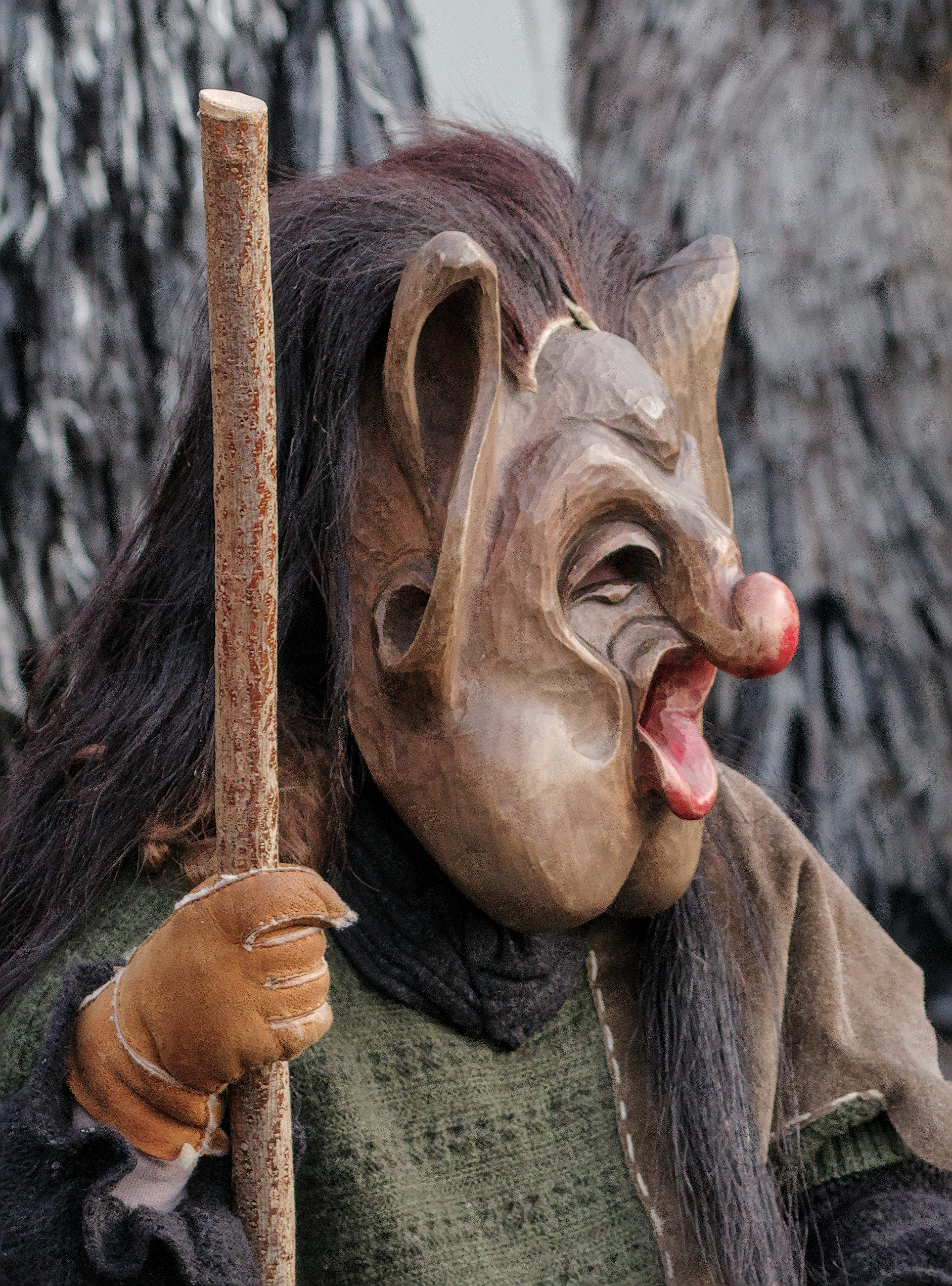
Drud

1984/85 wurde die Maskengruppe der Holzmandl eingeführt, zu Ehren des umgebenden „Holzlandes“ des Ebersberger Forsts. Diese Maskenmotive stammen aus dem Wald: Wurzeln, Zapfen, Pilze und Waldtiere. Sie legen mit Haselnussstöcken unter Tanz und Sprechgesang ein Pentagramm, den Drudenhax.

## Spielfolge eines Umzugs
Die Teilnehmenden des Perchtenlaufs nehmen zunächst an einem entlegenen Ort Aufstellung. Drei Stampfer eröffnen den Lauf. Als Instrumente dienen Teufelsgeige, Trommeln und Kuhglocken. Peitschenknallen gehört heute nicht mehr dazu. Beleuchtet wird das Spektakel mit Fackeln. Der Spieler der Teufelsgeige führt den Zug an, gefolgt von den Schönperchten, Frau Percht, abschließend lärmend und singend die Schiachperchten. Frau Percht markiert mit einem Stab den Tanzplatz für den Perchtentanz und stimmt mit musikalischer Begleitung das Rauhnachtslied an. Die Habergoaß, eine Schiachperchte, überbringt abschließend den Bewohnern des Hauses Segens- und Glückwünsche in Versen. Schnadernschlenzer, die häufig von jungen Menschen getragen werden, bildeten ursprünglich den Abschluss des Perchtenzuges, wurden jüngst weiter vorne ins Läuferfeld aufgenommen.

## Tänze
Bestandteil des Perchtenlaufs ist der Perchtentanz. Wenn die Schönperchten musizieren, tanzen die Schiachperchten um die Frau Percht herum. In Kirchseeon werden die Tänze in unterschiedlichen Formationen aufgeführt: im Rundtanz, in Reihen oder in stern- block- oder achtförmigen Figuren. Ebenso vielfältig sind die Tanzschritte: Wechselschritte, Stampf- und Sprungkombinationen verschiedener Schwierigkeitsstufen. Bei den Stampfschritten folgt der Körper dem Rhythmus, wobei der Oberkörper möglichst ruhig und aufrecht gehalten wird. Die Arme dürfen weder gestreckt noch henkelartig gebeugt sein.

## Musik
Die Perchtentänze werden musikalisch ausschließlich von handgefertigten Glockenspielen begleitet. Die zwei oder drei Glockenspiele bestehen aus diatonisch gestimmten Kuhglocken, die zwei Oktaven umfassen. Auf Rädern werden die Glockenspiele beim Lauf mitgeführt. Während die Schönperchten auf den Glockenspielen musizieren, nehmen sich die Schiachperchten akustisch zurück. Die Schönperchten geben damit den Takt vor, nach dem die Schiachperchten um die Frau Percht tanzen.
Auf dem Weg von einem Tanzplatz zum anderen, produzieren Trommler und Schiachperchten mit Teufelsgeige, Ratschen, Glocken, Schellen und Stampfen eine laute Geräuschkulisse mit einschlägigen Rhythmen.

## Verse
Die Verse, die von den Perchten gesungen oder aufgesagt werden, entstammen mündlicher Überlieferung. Sie gehen zurück auf Klöpfler-Sprüche (siehe: Anklopfnächte) aus der Ebersberger und Wasserburger Gegend und – wie bei den folgenden Beispielen – aus dem Inntal.:
Originalversion

Heit is Rauhnacht!

Wer hots aufbracht?

A oida Mo,

hot a rote Hosn o,

is über d’Stiang obikrocha,

hot si d’Händ und d’Füaß o’brocha.

Krapfa raus! Krapfa raus!

Sonst schlog i enk a Loch ins Haus.
Hochdeutsche Übersetzung

Heute ist Rauhnacht!

Wer hat das eingeführt?

Ein alter Mann,

hat eine rote Hose an

ist die Treppe hinabgekrochen,

hat sich Hände und Füße gebrochen.

Krapfen raus! Krapfen raus!

Sonst schlage ich euch ein Loch ins Haus.
Originalversion

I wünsch enk a glückseligs Neus Jahr

und a Christkindl mit krauste Haar,

an goldna Tisch,

auf jedn Eck an bachan Fisch,

in da Mitt a Flascherl Wei

könnts mitnand recht lusti sei.

An goldna Wagn,

könnts mitnand in Himme neifahrn.
Hochdeutsche Übersetzung

Ich wünsche euch ein glückseliges Neues Jahr

und ein Christkind mit krausem Haar,

einen goldenen Tisch,

an jeder Ecke einen gebackenen Fisch,

in der Mitte eine Flasche Wein,

so könnt ihr miteinander recht lustig sein.

Einen goldenen Wagen,

könnt ihr miteinander in den Himmel reinfahren.

## Berichterstattung
Der Kirchseeoner Perchtenlauf etablierte sich zu einer festen Institution im Kulturbereich des Landkreises und wurde nicht zuletzt aufgrund der Berichterstattungen impulsgebend für andere Orte.
Die überregionale Berichterstattung des Kirchseeoner Perchtenlaufs in Printmedien, Fernsehen, Radio und Internet führte dazu, dass diese Form als klassische Form des Perchtenlaufs verstanden wurde.
Auswahl an Berichterstattungen:
- 1955, bereits ein Jahr nach der Neubelebung, berichtete der Bayerische Rundfunk in einer Radioreportage[8] über den Kirchseeoner Perchtenlauf.[6]
- Im Präsentationsfilm über Deutschland zu den Olympischen Spielen 1972 wurden u. a. die Kirchseeoner Perchten gezeigt.[37]
- Die Kirchseeoner Perchten waren Darsteller und dramaturgischer Bestandteil[37] von Peter Grassingers Fernsehfilm „Musica poetica“ (1978), basierend auf ausgewählten Stücken von Carl Orff.[38]
- Im Jahr 2001 fand anlässlich des Ratsvorsitzes Schwedens in der EU ein Perchtentanz im Münchner Künstlerhaus statt. Die Veranstaltung entstand in Kooperation mit der Schwedischen Botschaft und dem Honorarkonsulat in München. Regie führte Peter Grassinger.[39]
- 2004 berichtete National Geographic ausführlich über die Kirchseeoner Perchten.[39]

## Kritik
Kritiker sagen, dass die Entstehung- und Verbreitungsgeschichte des Kirchseeoner Perchtenlaufs durch Medieneinflüsse geprägt wurde. Bei der Wiederbelebung des Brauchtums, verbreitete Reupold, dass dieser Brauch auf einen alten Sonnenkult hinweise. Die Sonnenmaske, die auf seine Veranlassung hin geschnitzt wurde, basierte allerdings auf einem damals zeitgenössischem Foto. Dieses Foto kam in einem Kalender vor, der in Luis Trenker Films „Der verlorene Sohn“ von 1933/34 abgebildet und von Trenker selbst gestaltet worden war. Daran ist zu sehen, dass dieser Teil der Brauchgestaltung aus dem medialen Bereich übernommen wurde, so die Herleitung des Kritikers, dem Ethnologen Manfred Seifert. Er schrieb 2016 weiter, dass die sich touristische Erwartungshaltungen „dominant“ auf die Ausübung des Brauchs einwirken.
Der Kirchseeoner Perchtenlauf ist seinerseits ein Medienereignis, über das in Printmedien, Fernsehen, Radio und Internet berichtet wird. Er wurde auch schon als „Medienperchten“ betitelt.
Die starke mediale Verbreitung führt dazu, dass die Form des Kirchseeoner Perchtenlaufs als Form des Perchtenlaufs an sich verstanden wird. Auf diese Problematik wurde bereits in den 1960er Jahren hingewiesen.
Anfang der 1980er Jahre etablierte sich in der bayerisch-salzburgischen Region eine Form der Perchten, die medial stark verbreitet wurde. Sie orientiert sich einerseits an traditionellen Perchtenbräuchen und andererseits an der Volkstumsideologie der Wilden Jagd. Die Kirchseeoner Perchten reihen sich in diese Form ein. Die Nationalsozialisten banden die bereits existierende Figur der Wilden Jagd in ihre Ideologie ein, doch grenzt sich der Perchtenverein vehement und aktiv von rechtslastigem Gedankengut ab.

## Museum

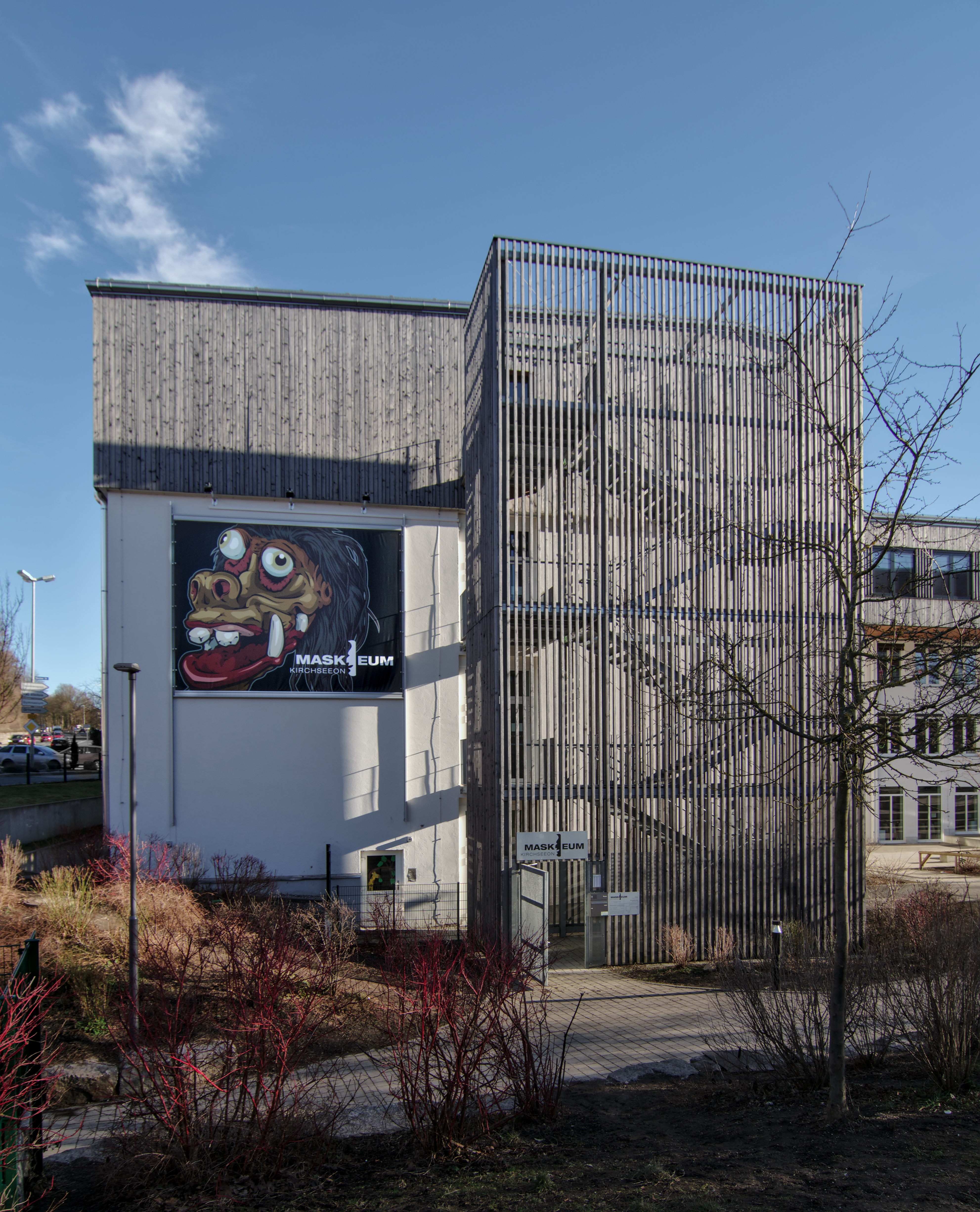
Maskeum

Seit 2021 gibt es in Kirchseeon mit dem „Maskeum“ ein eigenes Museum für den Kirchseeoner Perchtenlauf. Die Räume, in denen der Perchtenverein seine Masken zuvor untergebracht hatte, zeigten sich mit der Zeit als zu feucht und zu klein. In Zusammenarbeit mit der Gemeinde Kirchseeon konnten neue Räume im Schulgebäude der Grund- und Mittelschule Kirchseeon bezogen werden. Diese Gelegenheit wurde genutzt, um mit Ehrenamtlichen und bezahlten Fachleuten eine museale Ausstellung umzusetzen. Das Museum wird von Ehrenamtlichen betreut und ist für Besucher kostenfrei.

## Trivia

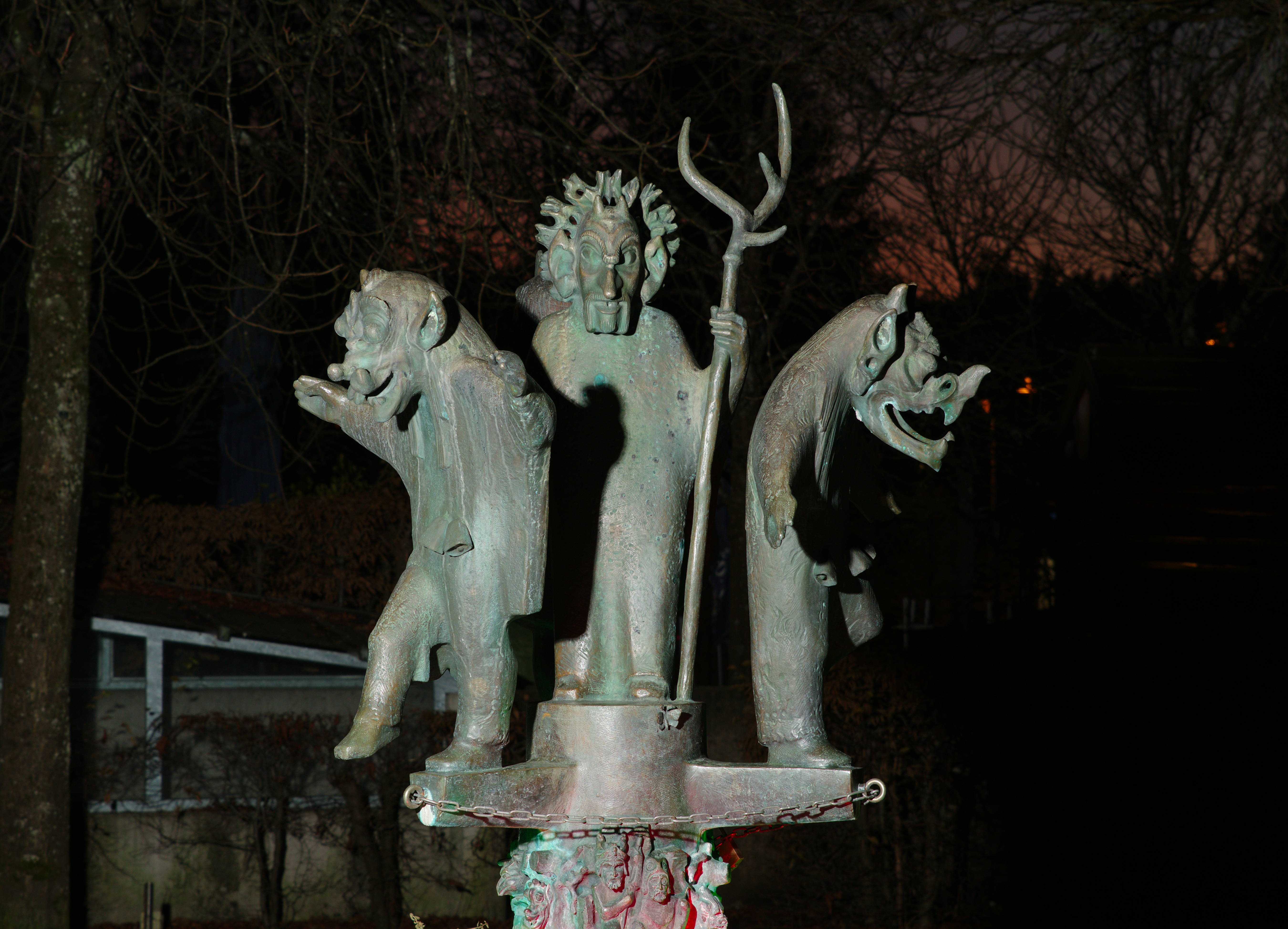
Perchtenbrunnen in Kirchseeon

1993 wurde der Perchtenbrunnen am Marktplatz von Kirchseeon eingeweiht. Die Straße, in der sich das Vereinsheim des Perschtenbunds Soj befindet, erhielt 2024 in den Namen Hans-Reupold-Weg.